# Liste der Biografien/Berge
Liste der Biografien |
Portal Biografien |
Personensuche
# |
A |
B |
C |
D |
E |
F |
G |
H |
I |
J |
K |
L |
M |
N |
O |
P |
Q |
R |
S |
T |
U |
V |
W |
X |
Y |
Z |
?
 
Ba |
Be |
Bd |
Bg |
Bh |
Bi |
Bj |
Bl |
Bm |
Bn |
Bo |
Br |
Bs |
Bu |
Bw |
By |
Bz
 
Bea–Beb |
Bec |
Bed |
Bee |
Bef |
Beg |
Beh |
Bei |
Bej |
Bek |
Bel |
Bem |
Ben |
Beo |
Bep |
Beq |
Ber |
Bes |
Bet |
Beu |
Bev |
Bew |
Bex |
Bey |
Bez
 
Bera |
Berb |
Berc |
Berd |
Bere |
Berf |
Berg |
Berh |
Beri |
Berj |
Berk |
Berl |
Berm |
Bern |
Bero |
Berq |
Berr |
Bers |
Bert |
Beru |
Berv |
Berw |
Berx |
Bery |
Berz
 
Berga |
Bergb |
Bergc |
Bergd |
Berge |
Bergf |
Bergg |
Bergh |
Bergi |
Bergj |
Bergk |
Bergl |
Bergm |
Bergn |
Bergo |
Bergq |
Bergr |
Bergs |
Bergt |
Bergu |
Bergv |
Bergw
Die Liste der Biografien führt alle Personen auf, die in der deutschsprachigen Wikipedia einen Artikel haben. Dieses ist eine Teilliste mit 781 Einträgen von Personen, deren Namen mit den Buchstaben „Berge“ beginnt.

## Berge
- Berge und Herrendorf, Ernst Friedrich von (1694–1762), preußischer Landrat
- Berge und Herrendorf, George Wilhelm von (1755–1814), preußischer Hauptmann und Landrat
- Berge und Herrendorf, Sigismund Rudolph von (1720–1798), preußischer Landrat und Landschaftsdirektor
- Berge, Abraham (1851–1936), norwegischer Politiker (Frisinnede Venstre), Mitglied des Storting
- Berge, Anne (* 1966), norwegische Skirennläuferin
- Berge, Arnold van den, deutscher Schöffe und Bürgermeister der Freien Reichsstadt Aachen
- Bergé, Aurore (* 1986), französische Politikerin der Partei „La République en Marche“Aurore Bergé (* 1986)

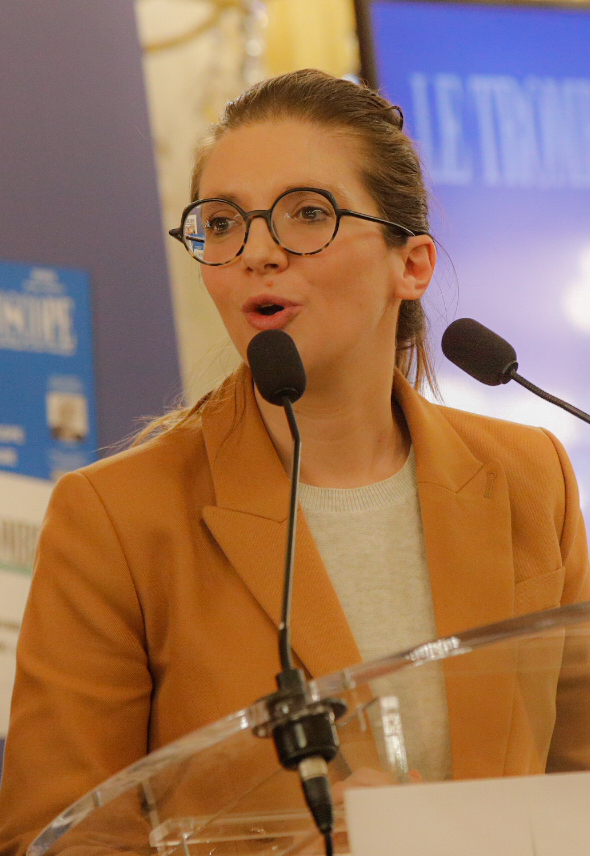
Aurore Bergé (* 1986)

- Berge, Bernardus Gerardus ten (1825–1875), niederländischer Landschafts- und Tiermaler
- Berge, Bjørn (* 1968), norwegischer Blues-Gitarrist
- Berge, Bram ten (* 1986), niederländischer Tennisspieler
- Berge, Christian (* 1973), norwegischer Handballspieler und -trainer
- Berge, Claude (1926–2002), französischer Mathematiker
- Berge, David (* 1977), deutscher Eishockeytorwart
- Berge, Elisabeth von (1838–1909), deutsche Schriftstellerin
- Berge, Ewald (1891–1974), deutscher Veterinärmediziner und Hochschullehrer
- Bergé, Francine (* 1938), französische Schauspielerin
- Berge, Friedrich (1811–1883), deutscher Naturforscher
- Berge, Gerhard (1926–2006), deutscher Pianist
- Berge, Gunnar (* 1940), norwegischer Politiker
- Berge, Guttorm (1929–2004), norwegischer Skirennläufer
- Berge, Hans (1923–2018), deutscher Chemiker und Hochschullehrer
- Berge, Helmut (1937–2025), deutscher Fußballtorwart
- Bergé, Henri (1870–1937), französischer Dekorateur und Illustrator des Jugendstils
- Berge, Klaus (* 1961), deutscher Fußballspieler und -trainer
- Berge, Kurt (* 1879), deutscher Kommunalpolitiker
- Berge, Murat (* 1982), türkischer Fußballspieler
- Berge, Noah Yannik (1998–2022), deutscher Basketballspieler
- Bergé, Pierre (1930–2017), französischer Unternehmer und MäzenPierre Bergé (1930–2017)

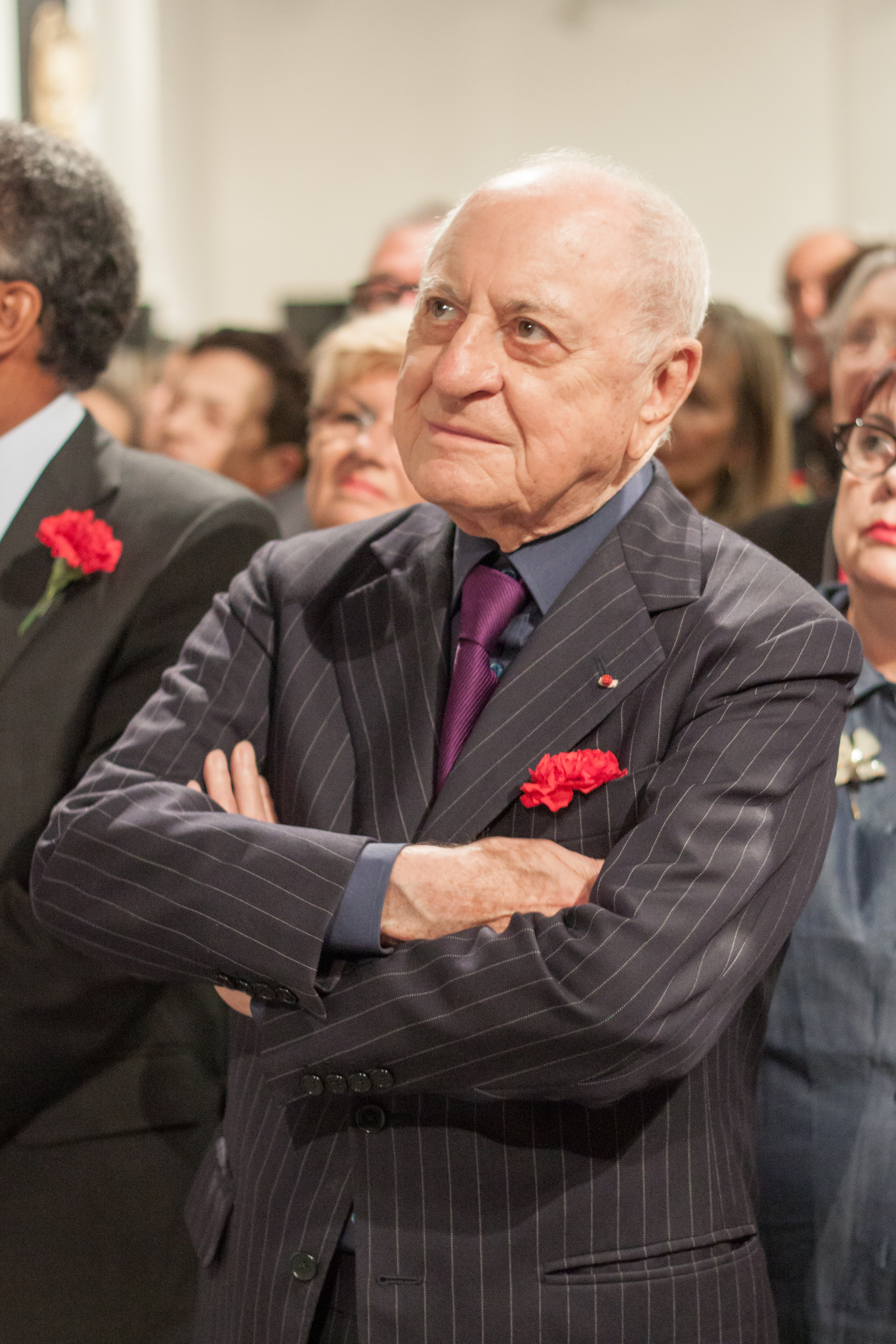
Pierre Bergé (1930–2017)

- Bergé, Pierre (1934–1997), französischer Physiker
- Berge, Rinus van den (1900–1972), niederländischer Sprinter
- Berge, Sander (* 1998), norwegischer Fußballspieler
- Berge, Stefanie von (* 2001), deutsche Boxerin
- Berge, Stig (* 1942), norwegischer Orientierungsläufer
- Berge, Svein (* 1976), norwegischer Musiker
- Berge, Wendell (1903–1955), amerikanischer Wirtschaftsjurist
- Berge, Wilhelm (1869–1951), deutscher Lehrer, Rektor, Organist und Lokalhistoriker
- Berge, Willem Hendrik van den (1905–1987), niederländischer Politiker und Ministerialbeamter

### Bergea
- Bergeat, Alfred (1866–1924), deutscher Mineraloge und Vulkanologe
- Bergeaud, Claude (* 1960), französischer Basketballtrainer
- Bergeaud, David (* 1968), französischer Komponist
- Bergeaud, Marie-Louise (1897–1983), französische Künstlerin der Art brut

### Bergee
- Bergeest, Harry (* 1944), deutscher Hochschullehrer für Körperbehindertenpädagogik
- Bergeest, Rolf (1938–2016), deutscher Fußballspieler

### Bergei
- Bergeijk, Gilius van (* 1946), niederländischer Komponist und Musikpädagoge

### Bergel
- Bergel, Alfred (1902–1944), österreichischer Maler und Kunstlehrer
- Bergel, Alice Rose (1911–1998), deutsch-amerikanische Romanistin und Germanistin
- Bergel, Bernd (1909–1967), israelischer Komponist
- Bergel, Erich (1930–1998), deutscher Dirigent
- Bergel, Franz (1900–1987), österreichisch-britischer Biochemiker
- Bergel, Hans (1925–2022), deutscher Schriftsteller und Journalist
- Bergel, Kurt (1911–2001), deutsch-jüdischer Lehrer und Hochschullehrer, Professor für vergleichende Literaturwissenschaft
- Bergelin, Lennart (1925–2008), schwedischer Tennisspieler und -trainerLennart Bergelin (1925–2008)

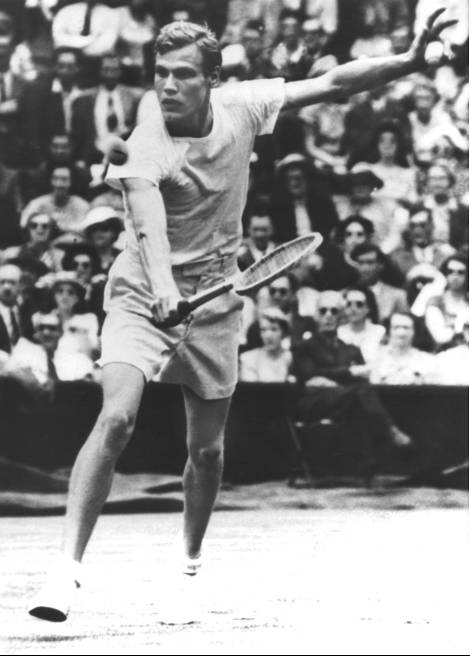
Lennart Bergelin (1925–2008)

- Bergell, Reinhold (1841–1912), deutscher Pianist und Komponist
- Bergelson, David (1884–1952), jiddischer Schriftsteller
- Bergelson, Joy M., US-amerikanische Evolutionsbiologin
- Bergelson, Vitaly (* 1950), israelischer Mathematiker
- Bergelt, Barbara (1941–2025), deutsche Politikerin (SPD), MdL in Hessen (1995–2003)
- Bergelt, Karl (1902–1966), deutscher Marineoffizier, zuletzt Kapitän zur See der Kriegsmarine
- Bergelt, Wolf (* 1951), deutscher Organist und Orgelkundler

### Bergem
- Bergem, Pierre (1928–2006), luxemburgischer Militär, Maler und Zeichner
- Bergem, Wolfgang (* 1962), deutscher Politikwissenschaftler
- Bergemann, Carl Wilhelm (1804–1884), deutscher Chemiker, Pharmazeut und Mineraloge
- Bergemann, Carsten (* 1979), deutscher Radrennfahrer
- Bergemann, Charlotte (1915–2002), deutsche Politikerin (SPD), MdA
- Bergemann, Frank (* 1956), deutscher Handballtrainer
- Bergemann, Fritz (1885–1963), deutscher Germanist
- Bergemann, Günther (1902–1968), deutscher Verwaltungsbeamter, Beamteter Staatssekretär
- Bergemann, Gustav (* 1948), deutscher Politiker (CDU), MdL
- Bergemann, Heinz (1923–1967), deutscher Politiker (SPD), MdA
- Bergemann, Horst (1917–1978), deutscher Manager
- Bergemann, Jacobus (1527–1595), deutscher Arzt, Leibarzt des Kurfürsten Joachim II. von Brandenburg
- Bergemann, Johannes (* 1960), deutscher Klassischer Archäologe
- Bergemann, Karl (1878–1949), deutscher Politiker (SPD) sowie preußischer Landrat und Regierungspräsident
- Bergemann, Karl (1934–1992), deutscher Pianist
- Bergemann, Otto (1903–1960), deutscher mutmaßlicher Kriegsverbrecher im Zweiten Weltkrieg und Giftmörder
- Bergemann, Pina (* 1987), deutsche Schauspielerin
- Bergemann, Sibylle (1941–2010), deutsche Fotografin
- Bergemann, Thies (* 1996), deutscher Handballspieler
- Bergemann, Victoria Helene (* 1997), deutsche Komikerin und Slam-Poetin
- Bergemann, Wolfgang (1901–1969), deutscher Politischer Funktionär (NSDAP)
- Bergemann-Könitzer, Martha (1874–1955), deutsche Bildhauerin und Kunstpädagogin

### Bergen
- Bergen (1959–1989), türkische Sängerin
- Bergen, Arthur (1875–1943), österreichischer Schauspieler und Filmregisseur
- Bergen, Barbara van (* 1978), niederländische Para-Sportlerin
- Bergen, Birgit (* 1938), deutsche Schauspielerin
- Bergen, Brad (* 1966), kanadisch-deutscher Eishockeyspieler
- Bergen, Candice (* 1946), US-amerikanische SchauspielerinCandice Bergen (* 1946)

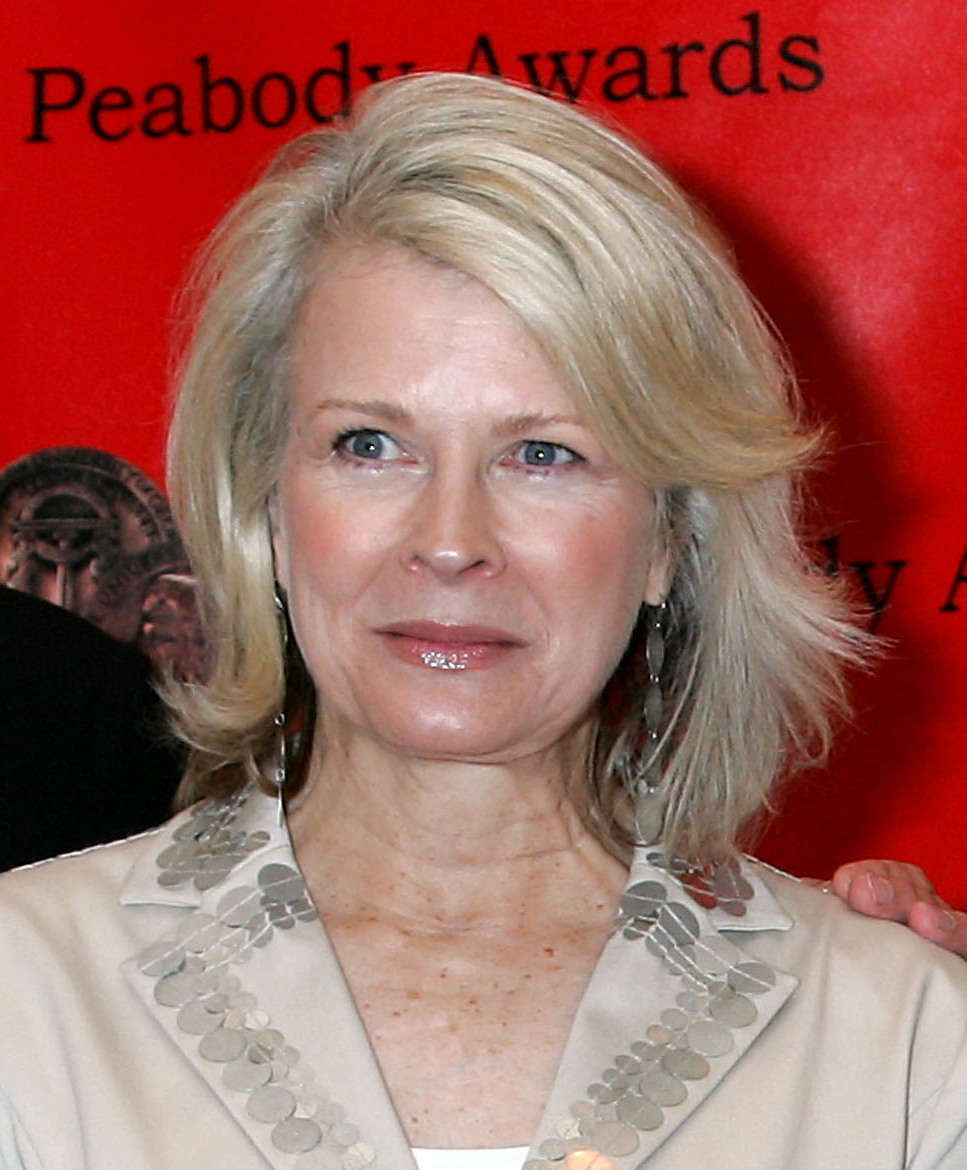
Candice Bergen (* 1946)

- Bergen, Candice (* 1964), kanadische Politikerin der Konservativen Partei
- Bergen, Carl von (1794–1835), deutscher Maler in Rom
- Bergen, Carl von (1853–1933), deutscher Maler
- Bergen, Carolin van (1964–1990), deutsche Schauspielerin und Synchronsprecherin
- Bergen, Christopher A. (1841–1905), US-amerikanischer Politiker
- Bergen, Claus (1885–1964), deutscher Marinemaler und Karl-May-Illustrator
- Bergen, David (* 1957), kanadischer Schriftsteller
- Bergen, Diego von (1872–1944), deutscher Diplomat
- Bergen, Dirck van (1645–1690), niederländischer Maler
- Bergen, Doris (* 1960), kanadische Holocaust-Historikerin und Hochschullehrerin
- Bergen, Edgar (1903–1978), US-amerikanischer Schauspieler und Bauchredner
- Bergen, Ellen van (* 1978), niederländische Fußballspielerin
- Bergen, Erich (* 1985), US-amerikanischer Schauspieler und ModeratorErich Bergen (* 1985)

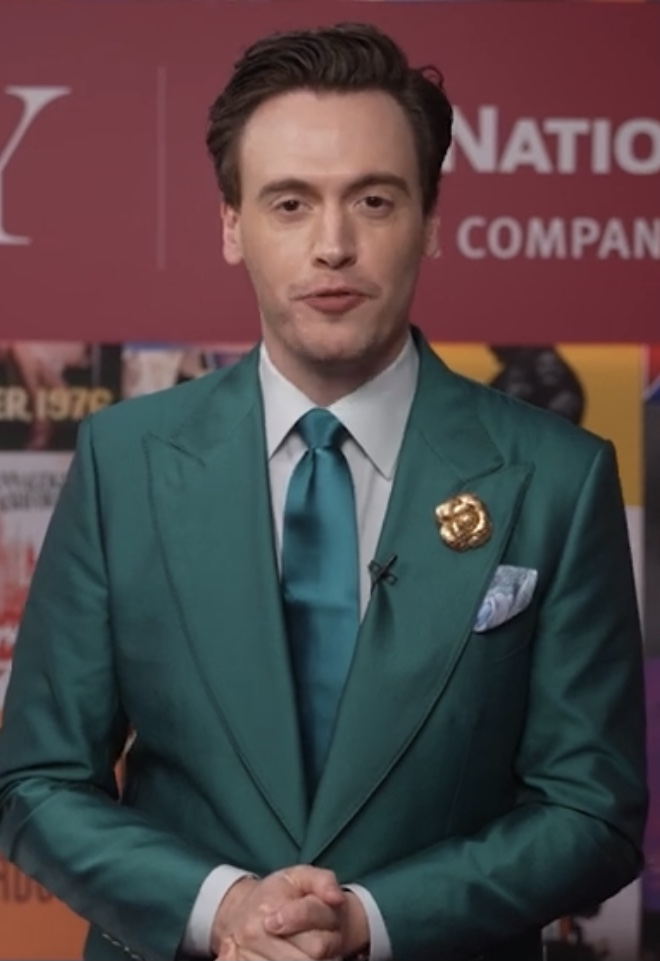
Erich Bergen (* 1985)

- Bergen, Frances (1922–2006), US-amerikanische Schauspielerin und Fotomodell
- Bergen, Fritz (1857–1941), deutscher Maler und Illustrator
- Bergen, Gabriel (* 1982), kanadischer Ruderer
- Bergen, Hans (1890–1957), deutscher General
- Bergen, Hans (1902–1967), österreichischer Schauspieler
- Bergen, Ingrid van (* 1931), deutsche SchauspielerinIngrid van Bergen (* 1931)

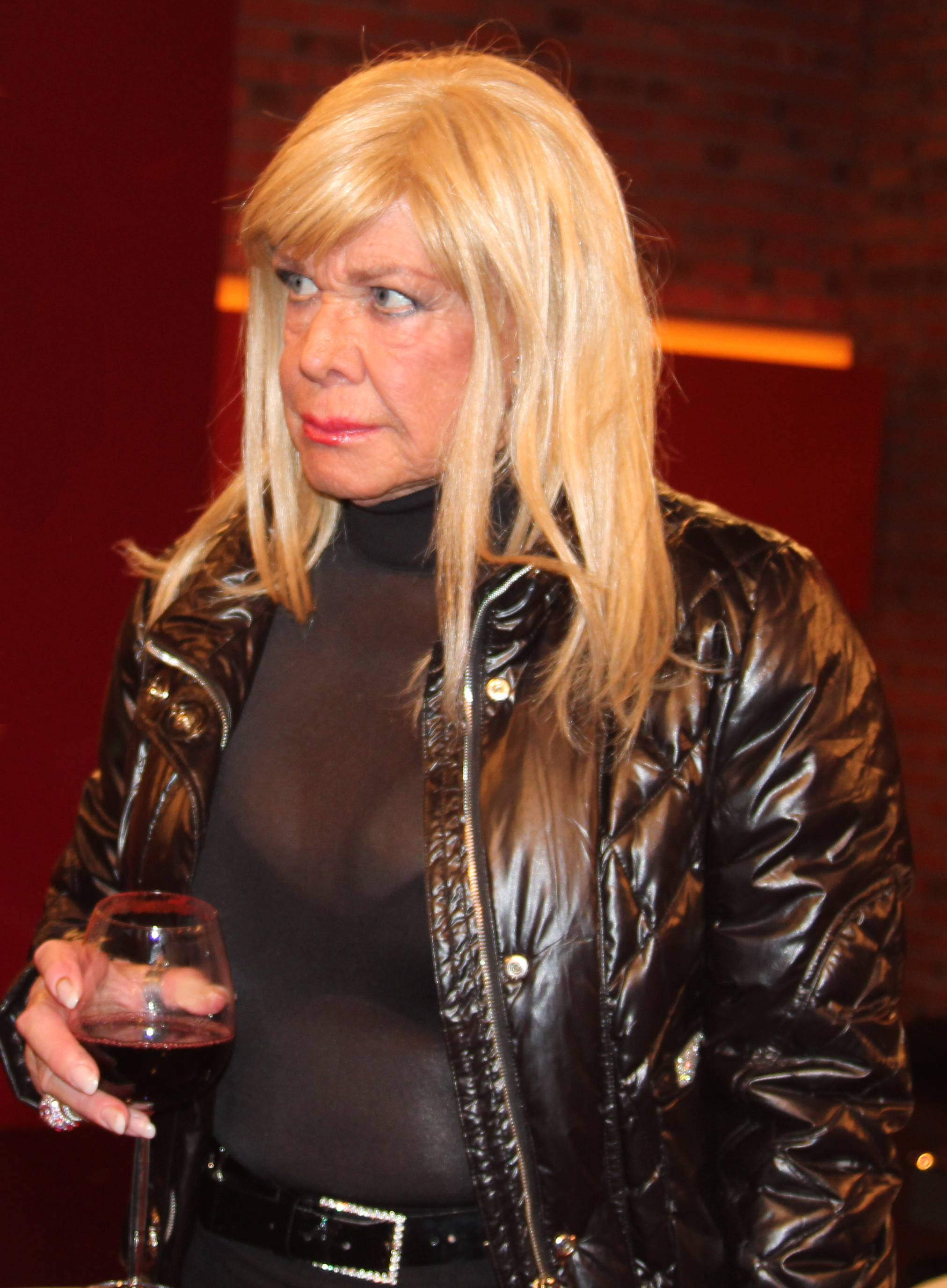
Ingrid van Bergen (* 1931)

- Bergen, John T. (1786–1855), US-amerikanischer Politiker
- Bergen, Jörg (* 1966), deutscher Fußballspieler
- Bergen, Julia van (* 1999), niederländische Sängerin
- Bergen, Julie, deutsche Sängerin
- Bergen, Karl August von (1704–1759), Anatom und Botaniker
- Bergen, Lilo (1919–1981), deutsche Tänzerin und Schauspielerin bei Bühne und Film
- Bergen, Linda (* 1948), deutsche Schlagersängerin
- Bergen, Ludger van (1938–2022), niederländischer katholischer Priester
- Bergen, Mitchell van (* 1999), niederländischer Fußballspieler
- Bergen, Monika (1941–1962), deutsche Film- und Theaterschauspielerin sowie Synchronsprecherin
- Bergen, Peter (* 1962), britisch-US-amerikanischer Journalist
- Bergen, Peter van (* 1957), niederländischer Saxophonist
- Bergen, Polly (1930–2014), US-amerikanische Schauspielerin und Sängerin
- Bergen, Ralf (* 1940), deutscher Politiker (CDU)
- Bergen, Sebastian von (1554–1623), deutscher Jurist und Hamburger Bürgermeister
- Bergen, Steve von (* 1983), Schweizer FußballspielerSteve von Bergen (* 1983)

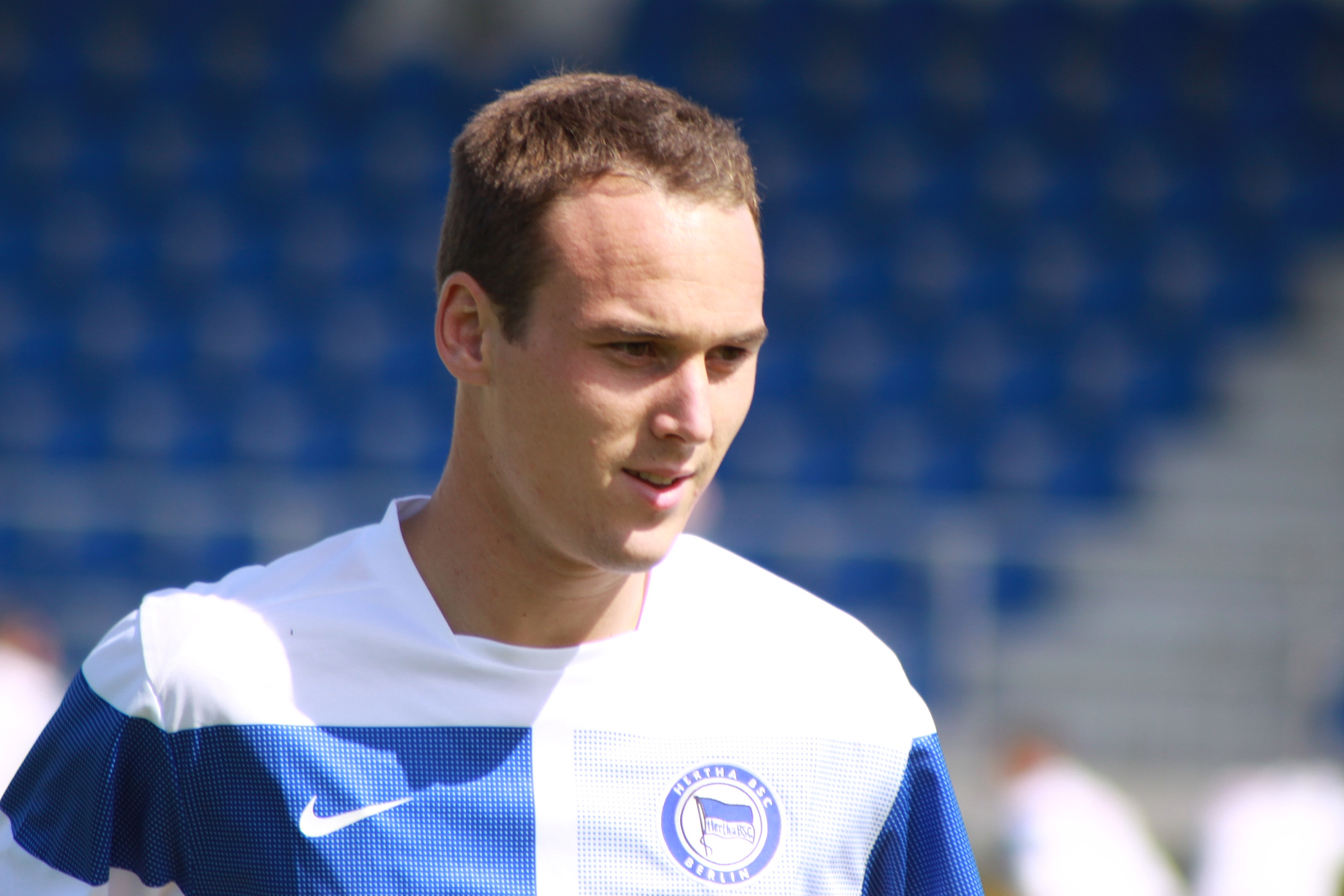
Steve von Bergen (* 1983)

- Bergen, Teunis G. (1806–1881), US-amerikanischer Politiker
- Bergen, Thom van (* 2004), niederländischer Fußballspieler
- Bergen, Tine (* 1981), belgische Schriftstellerin
- Bergen, Tjapko Van (1903–1944), niederländischer Ruderer
- Bergen, Tushka (* 1969), australische Schauspielerin
- Bergen, Volker (* 1939), deutscher Ökonom und Hochschullehrer
- Bergen, Werner von (1839–1901), deutscher Botschafter
- Bergendahl, Anna (* 1991), schwedische Sängerin
- Bergendahl, Anna Amalia (1827–1899), niederländische Autorin, Verlegerin, Philanthropin und Abolitionistin
- Bergendahl, Lars (1909–1997), norwegischer Skilangläufer
- Bergendahl, Lauritz (1887–1965), norwegischer Skisportler
- Bergendahl, Oscar (* 1995), schwedischer Handballspieler
- Bergendahl, Waldemar (1933–2022), schwedischer Filmproduzent, Filmregisseur und Drehbuchautor
- Bergendorff, Bente (1929–1967), dänische Sprinterin
- Bergendorff, Niklas (* 1964), schwedischer Poolbillardspieler
- Bergener, Claus (1932–2018), deutscher Brigadegeneral der Bundeswehr
- Bergener, Jürgen (* 1961), deutschamerikanischer Fußballkommentator
- Bergener, Oswald (1862–1945), deutscher Schriftsteller
- Bergengruen, Carl (* 1960), deutscher Medienmanager
- Bergengruen, Hermann (1872–1919), evangelisch-lutherischer Theologe, Märtyrer in Lettland
- Bergengruen, Hermann Hartmut (1936–1997), deutscher evangelischer Pastor, Friedensaktivist, Mitbegründer von Bündnis 90/Die Grünen und Autor
- Bergengruen, Maximilian (* 1971), deutscher Literatur- und Kulturwissenschaftler
- Bergengruen, Siegfried (1900–1942), deutschbaltischer Journalist und Schriftsteller
- Bergengruen, Werner (1892–1964), deutsch-baltischer SchriftstellerWerner Bergengruen (1892–1964)

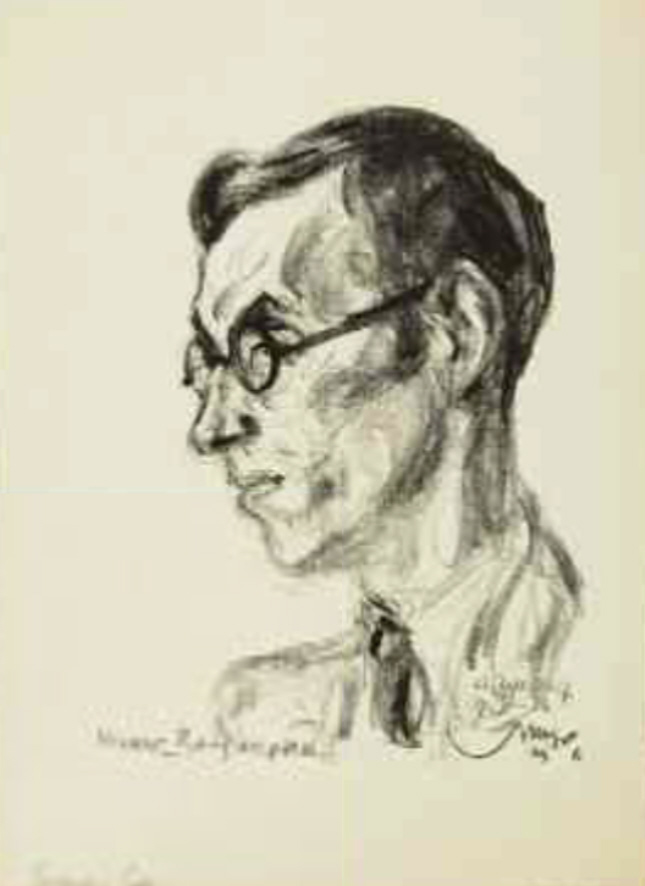
Werner Bergengruen (1892–1964)

- Bergengrün, Alexander (1859–1927), deutschbaltischer Historiker
- Bergenheim, Sean (* 1984), finnischer Eishockeyspieler
- Bergenholtz, Henning (* 1944), dänischer Linguist, Lexikograf und Hochschullehrer
- Bergenroth, Friedrich (1810–1892), deutscher Verwaltungsjurist und Abgeordneter
- Bergenroth, Gustav Adolf (1813–1869), deutscher Chronist
- Bergenroth, Julius (1817–1896), deutscher Altphilologe und Gymnasiallehrer, MdHdA, Ehrenbürger von Thorn
- Bergenroth, Wolf (1893–1942), deutscher Maler und Illustrator
- Bergensten, Jens (* 1979), schwedischer SpieleentwicklerJens Bergensten (* 1979)

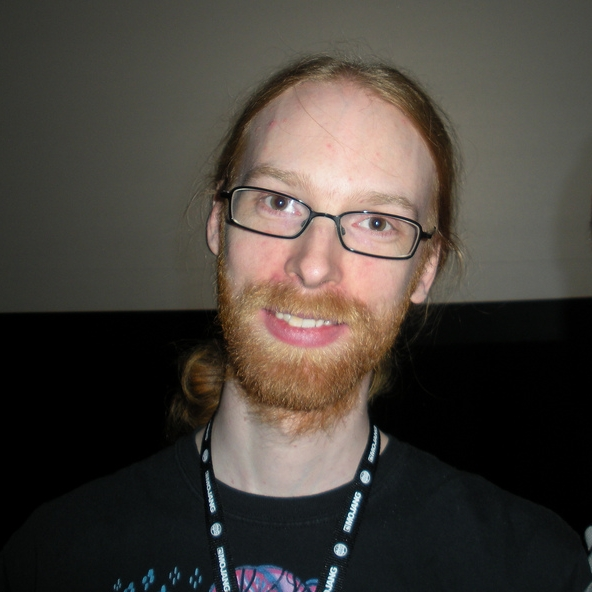
Jens Bergensten (* 1979)

- Bergenstråhle, Fredrik (1926–2005), schwedischer Diplomat, Botschafter im Irak, in Kolumbien und Saudi-Arabien
- Bergenthal, Alexander (1941–1992), deutscher Brigadegeneral des Heeres der Bundeswehr
- Bergenthal, Hermann (1891–1975), deutscher Maler
- Bergenthal, Josef (1827–1887), deutscher Historien- und Tiermaler
- Bergenthal, Josef (1900–1982), deutscher Autor
- Bergenthal, Wilhelm (1805–1893), Montanindustrieller

### Bergeo
- Bergeon, Benoît (1870–1947), französischer Politiker, Mitglied der Nationalversammlung
- Bergeon, Édouard (* 1982), französischer Filmregisseur

### Berger

#### Berger P
- Berger Perdomo, Óscar (* 1946), guatemaltekischer Politiker, Präsident Guatemalas

#### Berger S
- Berger Sabbatel, Marielle (* 1990), französische Freestyle-Skisportlerin

#### Berger V
- Berger von der Pleisse, Johann Nepomuk (1768–1864), österreichischer General
- Berger von Siebenbrunn, Johann Joseph (1711–1756), deutscher Mediziner und Hof- und Leibmedikus des Kurfürsten von Bayern

#### Berger W
- Berger Waldenegg, Georg Christoph (* 1957), deutscher Historiker

#### Berger Z
- Berger Ziauddin, Silvia (* 1973), Schweizer Historikerin

#### Berger, A – Berger, Y

##### Berger, A
- Berger, Adele (1866–1900), österreichische Schriftstellerin
- Berger, Adolf (1882–1962), austroamerikanischer Rechtswissenschaftler und Spezialist für Römisches Recht
- Berger, Adolph Wilhelm (1829–1898), deutscher Vizeadmiral
- Berger, Alain (* 1970), Schweizer Orientierungsläufer
- Berger, Alain (* 1990), Schweizer Eishockeyspieler
- Berger, Albert (* 1943), österreichischer Germanist
- Berger, Albert, US-amerikanischer Filmproduzent
- Berger, Albin (* 1955), deutscher Schlagersänger
- Berger, Albrecht (* 1957), deutscher Byzantinist
- Berger, Albrecht Ludwig von (1768–1813), Landvogt in Oldenburg, Jurist und Opfer des französischen Despotismus
- Berger, Alexander (* 1970), deutscher parteiloser Bürgermeister
- Berger, Alexander (* 1988), österreichischer Volleyball-NationalspielerAlexander Berger (* 1988)

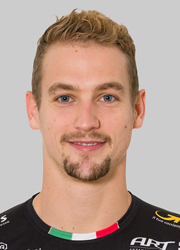
Alexander Berger (* 1988)

- Berger, Alfred (1882–1942), österreichischer Versicherungsmathematiker
- Berger, Alfred (1894–1966), österreichischer Eiskunstläufer
- Berger, Alfred (* 1961), österreichischer Architekt
- Berger, Alfred Emil (1889–1972), deutscher Bildhauer und Unternehmer
- Berger, Alfred von (1853–1912), österreichischer Dramaturg, Theaterdirektor und Schriftsteller
- Berger, Aliye (1903–1974), türkische Künstlerin
- Berger, Almuth (* 1943), deutsche Pfarrerin, DDR-Bürgerrechtlerin, Ausländerbeauftragte der DDR und des Landes Brandenburg
- Berger, Alois (1862–1940), bayerischer Landwirt und Politiker (BV), MdL
- Berger, Alphonse (1841–1906), Scharfrichter in Korsika
- Berger, Alwin (1871–1931), deutscher Botaniker, Gärtner und Sukkulentenforscher
- Berger, Amelie (* 1999), deutsche HandballspielerinAmelie Berger (* 1999)

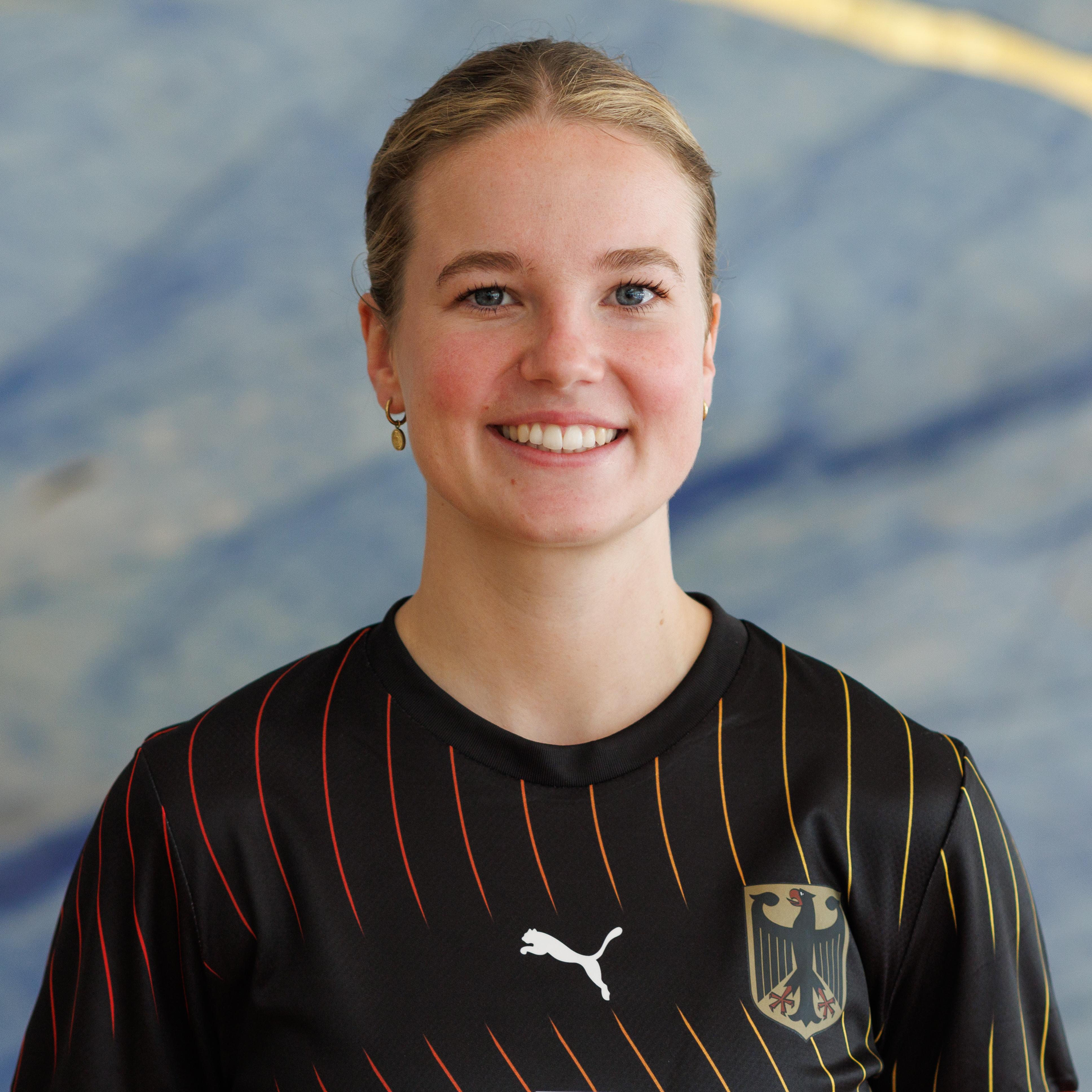
Amelie Berger (* 1999)

- Berger, André (* 1942), belgischer Klimatologe
- Berger, Andreas, österreichischer Kameramann
- Berger, Andreas (* 1961), österreichischer Leichtathlet
- Berger, Andreas (* 1993), deutscher Schauspieler
- Berger, Andrew John (1915–1995), US-amerikanischer Ornithologe und Anatom
- Berger, Anja (* 1992), deutsche Fußballspielerin
- Berger, Anke (* 1965), deutsche Richterin am Bundesarbeitsgericht
- Berger, Ann-Katrin (* 1990), deutsche FußballspielerinAnn-Katrin Berger (* 1990)

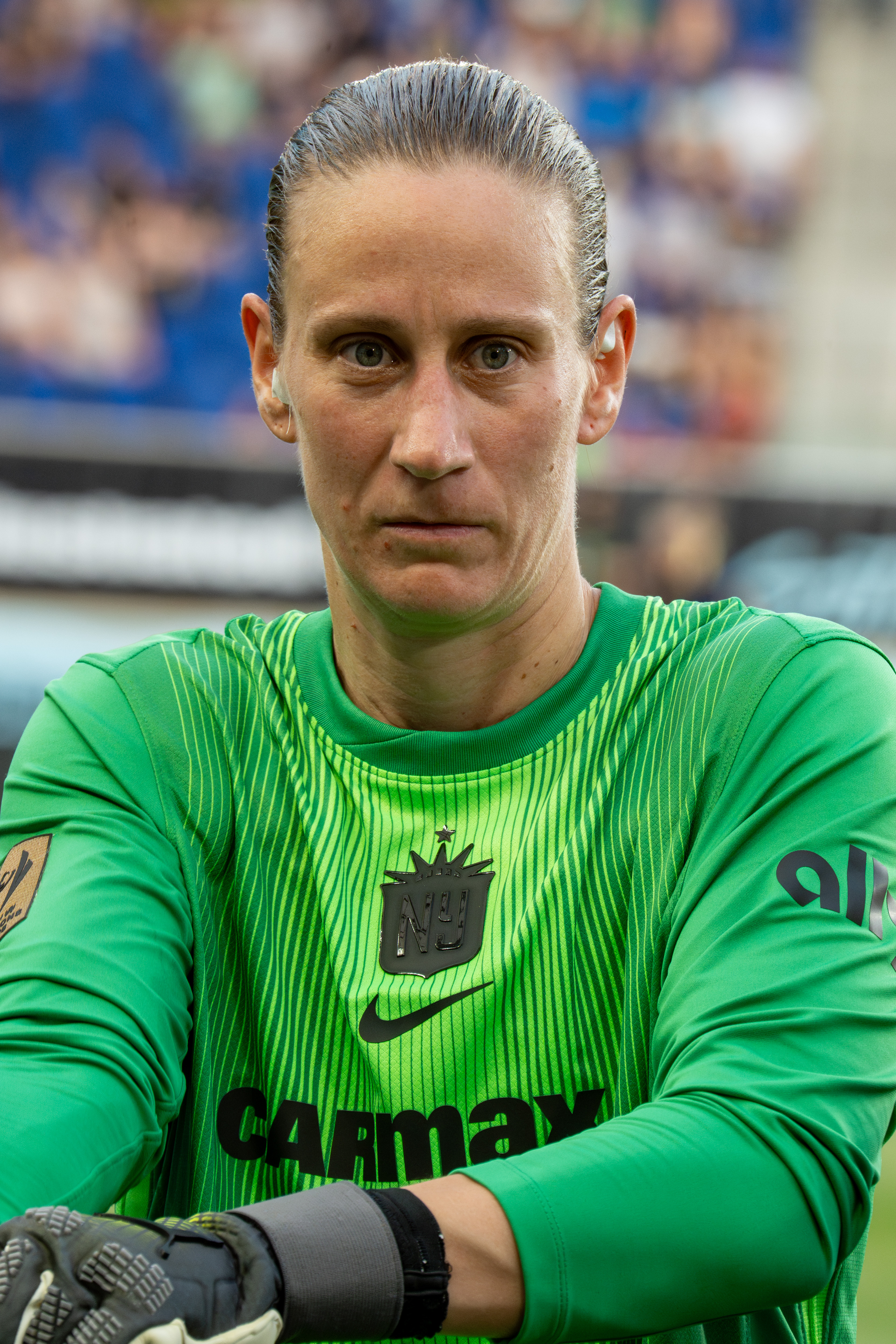
Ann-Katrin Berger (* 1990)

- Berger, Anna Karolin (* 1992), deutsche Schauspielerin
- Berger, Anne-Kathrin (* 1943), deutsche Journalistin
- Berger, Anneliese (* 1938), deutsche Autorin
- Berger, Anni (1904–1990), österreichisch-deutsche Rosenzüchterin
- Berger, Anton (1884–1944), banatschwäbischer römisch-katholischer Geistlicher und Märtyrer
- Berger, Anton (1928–1986), österreichischer Politiker (SPÖ), Mitglied des Bundesrates
- Berger, Anton (* 1935), deutscher Kunstprofessor und Metallbildhauer
- Berger, Anya (1923–2018), russisch-britische Übersetzerin, Intellektuelle und Feministin
- Berger, Arnold (1862–1948), deutscher Philologe und Germanist
- Berger, Arnold (1882–1956), Schweizer Architekt
- Berger, Arthur (1879–1958), deutscher Flugmotorkonstrukteur und Manager
- Berger, Arthur Asa (* 1933), amerikanischer Medienwissenschaftler
- Berger, Arthur Ernst (1882–1926), deutscher Bildhauer
- Berger, Arthur Victor (1912–2003), US-amerikanischer Komponist, Musikpädagoge und -kritiker
- Berger, Artur (1892–1981), österreichischer Filmarchitekt und Szenenbildner
- Berger, Asbjørn (* 1947), norwegischer Radrennfahrer
- Berger, August (1860–1947), deutscher Architekt und Bauunternehmer
- Berger, August (1892–1945), deutscher Kommunalpolitiker
- Berger, August Gottlieb von (1730–1807), oldenburgischer Kanzleidirektor
- Berger, August Heinrich (1866–1932), deutscher Arzt und Schriftsteller
- Berger, August von (1765–1850), hannoverscher Generalleutnant, Gesandter in Berlin

##### Berger, B
- Berger, Beate (1886–1940), Leiterin des jüdischen Waisenhauses Beit Ahawa in Berlin
- Berger, Bengt (* 1942), schwedischer Jazz-Schlagzeuger
- Berger, Benjamin (* 1986), deutscher Schauspieler, Regisseur und Dozent
- Berger, Bennett (1926–2005), US-amerikanischer Kultursoziologe
- Berger, Bonnie, US-amerikanische Mathematikerin und Informatikerin
- Berger, Brigitte (1928–2015), deutschamerikanische Soziologin

##### Berger, C
- Berger, Carl Gottlieb (1764–1824), deutscher Theologe, Musiker, Übersetzer und Botaniker
- Berger, Carl Ludwig (1794–1871), deutscher Industrieller
- Berger, Catherine Ann (* 1965), Schweizer Filmjournalistin
- Berger, Charlotte (* 1985), deutsche Barockmusikerin
- Berger, Charly (1881–1945), deutscher Schauspieler
- Berger, Chris, US-amerikanischer Jazzmusiker
- Berger, Christfried (1938–2003), deutscher evangelischer Theologe
- Berger, Christiaan (1911–1965), niederländischer Sprinter
- Berger, Christian (* 1945), österreichischer Drehbuchautor, Filmproduzent, Kameramann und RegisseurChristian Berger (* 1945)

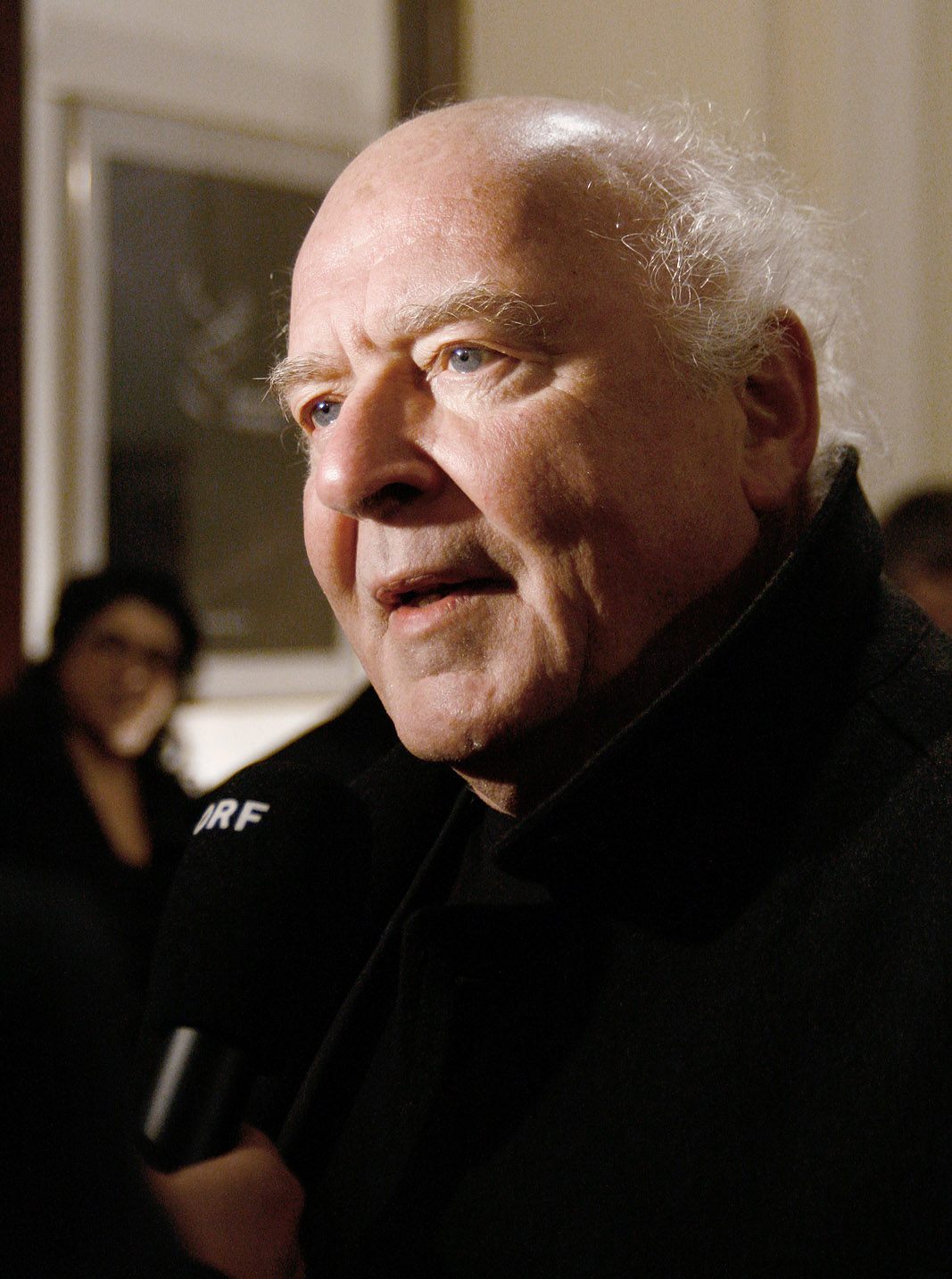
Christian Berger (* 1945)

- Berger, Christian (* 1950), deutscher Fußballspieler in der DDR-Oberliga
- Berger, Christian (* 1951), deutscher Musikwissenschaftler
- Berger, Christian (* 1956), deutscher Diplomat
- Berger, Christian (* 1960), deutscher Jurist und Professor an der Universität Leipzig
- Berger, Christian (* 1977), deutscher Kunsthistoriker
- Berger, Christian (* 1978), deutscher Politiker (CDU), MdL
- Berger, Christian (* 1997), österreichischer Fußballspieler
- Berger, Christian Gottlieb (1764–1829), deutscher evangelischer Geistlicher
- Berger, Christian Gottlieb (1787–1813), deutscher Freiwilliger der Befreiungskriege
- Berger, Christian Paul (* 1957), österreichischer Schriftsteller
- Berger, Christiane (* 1987), deutsche Eiskunstläuferin
- Berger, Christina (* 1946), deutsche Werkstoffkundlerin
- Berger, Christine (* 1973), deutsche Theater- und Fernsehschauspielerin
- Berger, Christoph (* 1962), Schweizer Kinderarzt
- Berger, Christoph Heinrich von (1687–1737), Jurist
- Berger, Cindy (* 1948), deutsche Schlagersängerin
- Berger, Claire (* 1960), französische Physikerin
- Berger, Claude (1921–1981), Schweizer Politiker (SP)
- Berger, Clemens (* 1979), österreichischer Schriftsteller
- Berger, Corry (* 1982), deutsche Basketballnationalspielerin

##### Berger, D
- Berger, Dagny (1903–1950), norwegische Pilotin
- Berger, Dana (* 1970), israelische Liedermacherin und Schauspielerin
- Berger, Daniel (1744–1825), deutscher Kupferstecher und Professor
- Berger, Daniel (* 1965), deutscher Schauspieler
- Berger, Daniela (* 1956), Schweizer Tänzerin und Politikerin
- Berger, David (* 1943), US-amerikanischer Judaist
- Berger, David (* 1949), US-amerikanischer Jazz-Arrangeur und Trompeter
- Berger, David (* 1968), deutscher katholischer Theologe und GymnasiallehrerDavid Berger (* 1968)

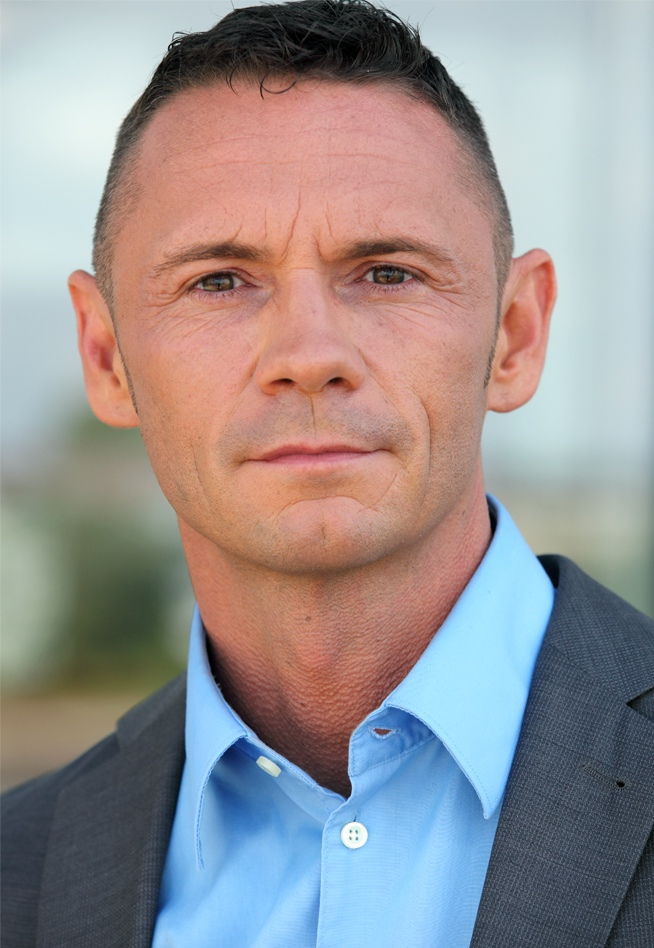
David Berger (* 1968)

- Berger, David (* 1983), südafrikanischer Eishockeytorwart
- Berger, David (* 2004), österreichischer Fußballspieler
- Berger, David H. (* 1959), US-amerikanischer General (United States Marine Corps), Commandant of the Marine Corps
- Berger, David Mark (1944–1972), US-amerikanisch-israelischer Gewichtheber, Opfer des Olympia-Attentates 1972
- Berger, Deborah (1956–2005), US-amerikanische Outsider-Art-Künstlerin
- Berger, Denis (* 1983), österreichischer Fußballspieler
- Berger, Dieter (1939–1963), deutsches Todesopfer der Berliner Mauer
- Berger, Dieter A. (* 1941), deutscher Anglist und Hochschullehrer
- Berger, Dirk (* 1969), deutscher Künstler und Illustrator
- Berger, Dominik (* 1983), österreichischer Triathlet
- Berger, Doris (* 1996), Schweizer Unihockeyspielerin

##### Berger, E
- Berger, Ed (1949–2017), US-amerikanischer Hochschullehrer, Jazz-Autor, Produzent und Fotograf
- Berger, Edgar (* 1966), deutscher Musikmanager und Journalist
- Berger, Eduard (* 1944), evangelischer Theologe, Bischof der Pommerschen Landeskirche (1990–2001)
- Berger, Edward (* 1970), Schweizer Filmregisseur und DrehbuchautorEdward Berger (* 1970)

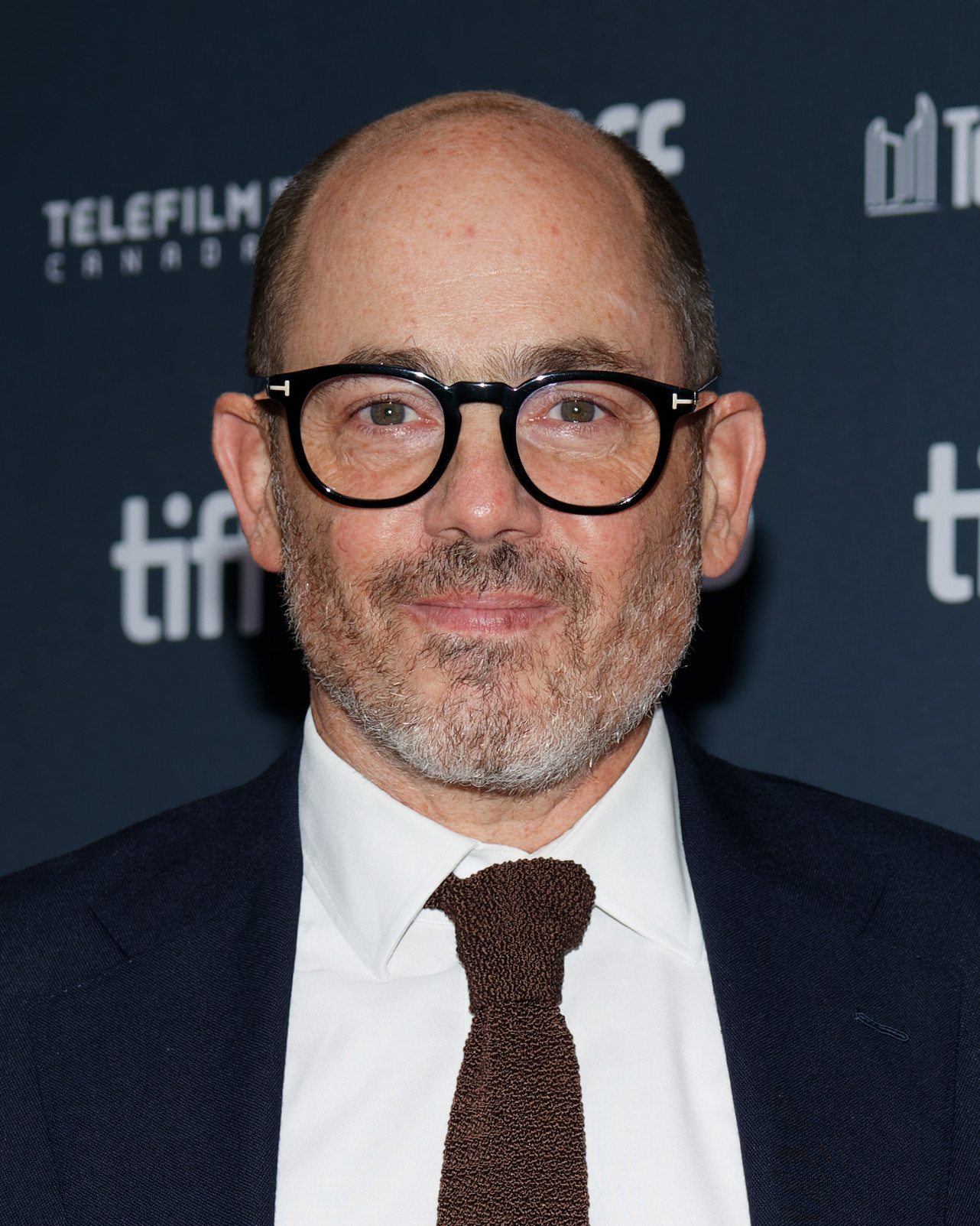
Edward Berger (* 1970)

- Berger, Egbert von (1823–1878), preußischer Generalmajor und Kommandeur der 32. Infanterie-Brigade
- Berger, Eline (* 1997), niederländische Ruderin
- Berger, Emil (* 1865), deutscher Politiker (SPD), MdHB
- Berger, Emil (1890–1979), Schweizer Primarlehrer, Maler und Zeichner
- Berger, Emil (1902–1975), deutscher Richter
- Berger, Emil (* 1991), schwedischer Fußballspieler
- Berger, Emil von (1813–1900), preußischer General der Infanterie
- Berger, Erich (1910–2003), deutscher Politiker (CDU), MdA
- Berger, Erika (1939–2016), deutsche Fernsehmoderatorin, Autorin und SexualberaterinErika Berger (1939–2016)

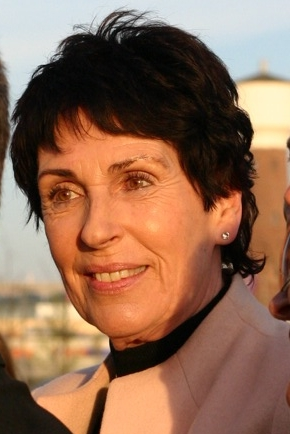
Erika Berger (1939–2016)

- Berger, Erna (1900–1990), deutsche Opern- und Konzertsängerin (Sopran)
- Berger, Ernst (1857–1919), österreichischer Maler
- Berger, Ernst (1881–1964), deutscher Jurist und Politiker
- Berger, Ernst (1882–1970), deutscher Kunstmaler und Zeichner
- Berger, Ernst (1913–2003), Schweizer Nordischer Kombinierer
- Berger, Ernst (1928–2006), Schweizer Klassischer Archäologe
- Berger, Ernst (* 1946), österreichischer Neurologe und Psychologe
- Berger, Ernst Friedrich (1814–1853), deutscher Gutsbesitzer und Botaniker
- Berger, Ernst Hugo (1836–1904), deutscher Klassischer Philologe und Geographiehistoriker
- Berger, Erwin (1935–2003), deutscher Laborant, Gewerkschafter und Senator (Bayern)
- Berger, Eugène (1960–2020), luxemburgischer Politiker (Demokratesch Partei) und Bergsteiger
- Berger, Eva (* 1951), deutsche Historikerin und ehemalige Museumsleiterin
- Berger, Eva (* 1955), österreichische Kunsthistorikerin
- Berger, Eva (* 1995), österreichische Triathletin

##### Berger, F
- Berger, Ferdinand (1772–1849), deutscher Kupferstecher
- Berger, Ferdinand (1851–1925), österreichischer Politiker, Abgeordneter zum Abgeordnetenhaus, Steiermärkischen Landtag und Provisorischen Nationalversammlung
- Berger, Ferdinand (1917–2004), österreichischer Widerstandskämpfer und Polizist
- Berger, Finnlay (* 2009), deutscher Filmschauspieler und Kinderdarsteller
- Bergér, Florian (* 1989), deutscher Kunstflugpilot
- Berger, Florian, österreichischer Koch
- Berger, Frank (* 1957), deutscher Numismatiker und Museumskurator
- Berger, Franz (1860–1929), österreichischer Bankier und Politiker
- Berger, Franz (1940–2012), österreichischer Ringer
- Berger, Franz (* 1959), österreichischer Politiker, Landtagsabgeordneter in Tirol
- Berger, Frauke (* 1991), deutsche Comiczeichnerin und Illustratorin
- Berger, Fred (1932–2009), kanadischer Politiker
- Berger, Fred (* 1981), US-amerikanischer Filmproduzent
- Berger, Fred W. (1908–2003), US-amerikanischer Filmeditor
- Berger, Frédéric (* 1964), französischer Skispringer
- Berger, Frida (* 2004), norwegische Skispringerin
- Berger, Friedemann (1940–2009), deutscher Schriftsteller
- Berger, Friedrich (1884–1966), deutscher Film- und Bühnenschauspieler sowie Bühnenregisseur
- Berger, Friedrich (1901–1975), deutscher nationalsozialistischer Pädagoge und Philosoph
- Berger, Friedrich Gottlieb (1713–1794), deutscher Kupferstecher
- Berger, Friedrich Karl (1925–2021), Wachmann in einem Außenlager des KZ Neuengamme
- Berger, Friedrich Ludwig von (1701–1735), deutscher Jurist
- Berger, Friedrich Wilhelm (1844–1911), deutscher konservativer Politiker, MdL (Königreich Sachsen)
- Berger, Fritz (1868–1950), Schweizer Freikirchler, Gründer des Evangelischen Brüdervereins
- Berger, Fritz (1897–1977), Schweizer Politiker (CVP)
- Berger, Fritz (1902–1988), deutsch-israelischer Jurist und Archäologe
- Berger, Fritz (1916–2002), österreichischer Maler
- Berger, Fritz Antek (1900–1973), deutscher Kapitän zur See
- Berger, Fritzi (1894–1967), österreichische Gebrauchsgrafikerin und Modedesignerin

##### Berger, G
- Berger, Gabriele (* 1955), österreichische Bildhauerin
- Berger, Gaby (* 1952), deutsche Schlagersängerin
- Berger, Gallus (1903–1982), Schweizer Politiker
- Berger, Georg (1893–1977), deutscher Unternehmer
- Berger, Georg von (1905–1945), deutscher Fregattenkapitän der Kriegsmarine
- Berger, Georges (1897–1952), französischer Turner
- Berger, Georges (1918–1967), belgischer Rennfahrer
- Berger, Gerhard (* 1933), deutscher Maler, Grafiker, Professor und Prorektor der Akademie der Bildenden Künste München
- Berger, Gerhard (* 1959), österreichischer RennfahrerGerhard Berger (* 1959)

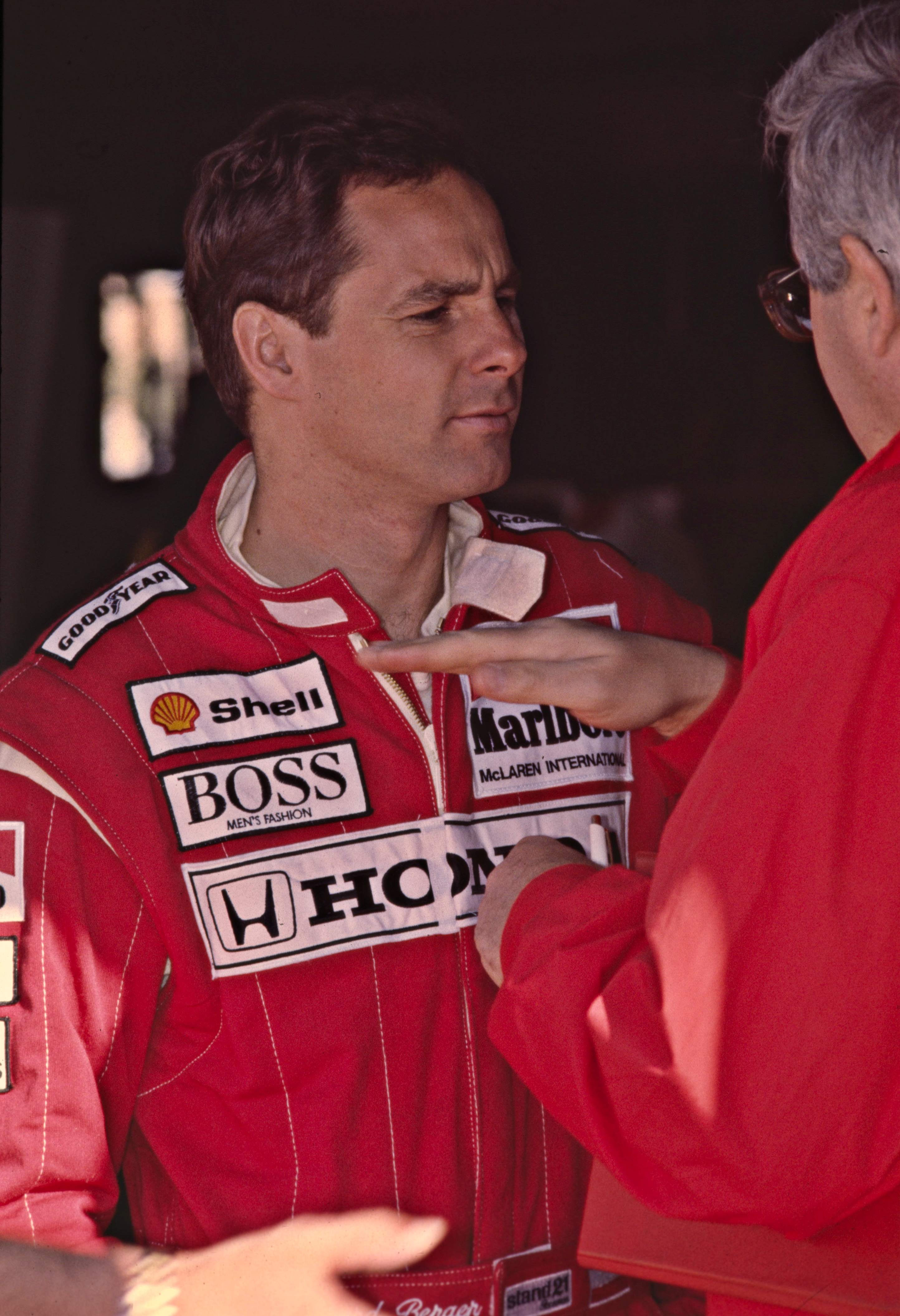
Gerhard Berger (* 1959)

- Berger, Gertrud (1870–1949), deutsche Kunstmalerin
- Berger, Gian-Luca (* 2002), deutscher Volleyballspieler
- Berger, Gottfried (1922–2012), österreichischer Germanist, Buchhändler und Geschäftsführer von Buchauslieferungen
- Berger, Gotthilf (1794–1874), Kaufmann, Wohltäter und Ratsherr in Posen
- Berger, Gottlieb (1826–1903), Schweizer Unternehmer und Politiker (Radikale Partei)
- Berger, Gottlob (1896–1975), deutscher SS-Obergruppenführer und Chef des SS-Hauptamtes, Politiker (NSDAP), MdR
- Berger, Götz (1905–1996), deutscher Justitiar im ZK der SED
- Berger, Grete (1883–1944), österreichische Schauspielerin
- Berger, Günter (1929–2023), deutscher Komponist und Organist
- Berger, Gunter (1943–2015), deutscher Theater- und Filmschauspieler
- Berger, Gunter (* 1962), deutscher Dirigent und Chorleiter
- Berger, Günther (1929–2014), deutscher Bildhauer

##### Berger, H
- Berger, Han (* 1950), niederländischer Fußballtrainer
- Berger, Hanna (1910–1962), deutsch-österreichische Tänzerin
- Berger, Hanno (* 1950), deutscher Anwalt für Steuerprodukte und Finanzprodukte
- Berger, Hans (1873–1941), deutscher Neurologe und PsychiaterHans Berger (1873–1941)

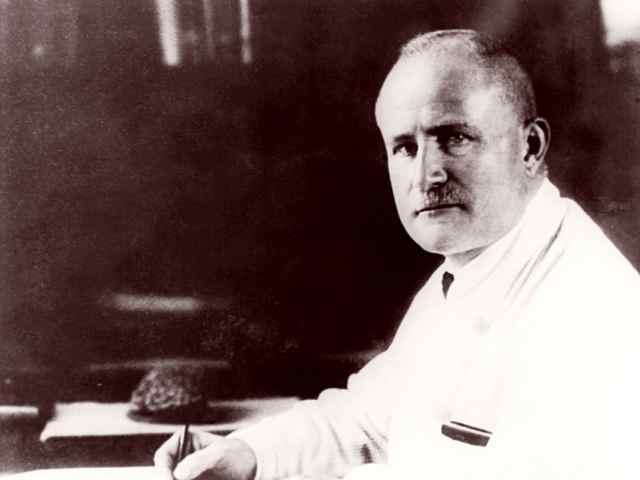
Hans Berger (1873–1941)

- Berger, Hans (1882–1977), Schweizer Maler
- Berger, Hans (1906–1973), deutscher Boxer
- Berger, Hans (1909–1985), deutscher Richter und Diplomat
- Berger, Hans (1916–1943), deutscher Widerstandskämpfer gegen den Nationalsozialismus
- Berger, Hans (1938–2022), deutscher Gewerkschafter und Politiker (SPD), MdB
- Berger, Hans (* 1944), bayerischer Kirchenmusiker und Chorleiter
- Berger, Hans (* 1947), italienischer Politiker
- Berger, Hans (* 1950), deutscher Manager
- Berger, Hans-Jürgen (* 1951), deutscher Weitspringer
- Berger, Hans-Peter (* 1956), österreichischer Fußballspieler
- Berger, Hans-Peter (* 1981), österreichischer Fußballtorhüter
- Berger, Hansi (* 1992), deutscher Moderator und Musiker
- Berger, Harald (1972–2006), österreichischer Kletterer
- Berger, Hartwig (* 1943), deutscher Philosoph, Soziologe und Politiker (AL, Bündnis 90/Die Grünen), MdA
- Berger, Heidemarie (* 1944), deutsche Politikerin (SPD), MdL
- Berger, Heidi (* 1997), österreichisch-portugiesische Schauspielerin
- Berger, Heiner (1933–2015), deutscher Verwaltungsbeamter und Oberstadtdirektor Aachens
- Berger, Heinrich (1844–1929), deutscher Kapellmeister, Komponist und Arrangeur
- Berger, Heinrich (1860–1927), deutscher Bauingenieur
- Berger, Heinrich (* 1985), deutscher Straßenradrennfahrer
- Berger, Heinrich Anton Carl (1796–1861), deutscher Arzt, Geologe und Paläontologe
- Berger, Helga (* 1972), österreichische Verwaltungsjuristin
- Berger, Helmut (1913–2010), deutscher Bergingenieur und Hochschullehrer
- Berger, Helmut (1944–2023), österreichischer FilmschauspielerHelmut Berger (1944–2023)

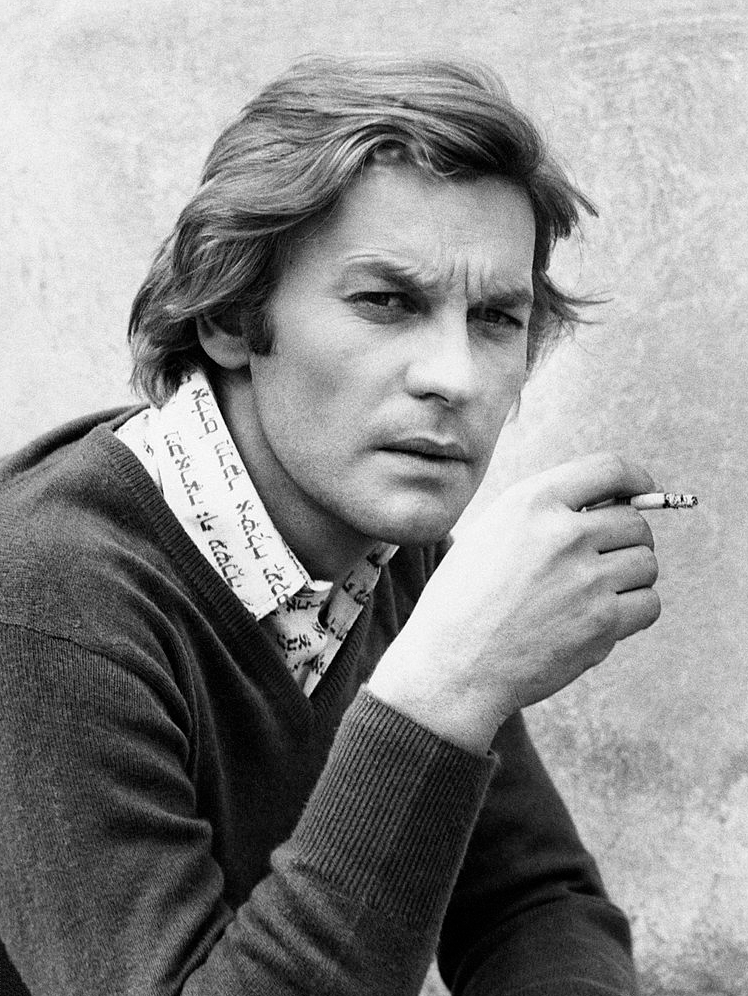
Helmut Berger (1944–2023)

- Berger, Helmut (* 1949), österreichischer Schauspieler und Filmemacher
- Berger, Helmut Michael (1925–2013), österreichischer Maler, Grafiker und Restaurator
- Berger, Henrik (* 1969), schwedischer Fußballspieler
- Berger, Herb (* 1969), österreichischer Jazzmusiker (Multiinstrumentalist)
- Berger, Herbert (1919–1992), deutscher Schriftsteller und Bergmann
- Berger, Herbert (1932–1999), österreichischer Journalist, Fernsehdramaturg, Schriftsteller und Dramatiker
- Berger, Herbert von (1881–1965), Publizist und Beamter
- Berger, Heribert (1921–1999), österreichischer Kinderarzt und Hochschullehrer
- Berger, Herman Georges (1875–1924), französischer Fechter
- Berger, Hermann (1905–1979), Schweizer Politiker (SP)
- Berger, Hermann (1926–2005), deutscher Indologe
- Berger, Hermann Adam (1866–1953), österreichischer NS-Propagandist
- Berger, Hermann von (1828–1912), preußischer Generalleutnant
- Berger, Hilde (1914–2011), deutsche Widerstandskämpferin gegen den Nationalsozialismus und Sekretärin Oskar Schindlers
- Berger, Hilde (* 1946), österreichische Schauspielerin und Drehbuchautorin
- Berger, Horst (1934–2024), deutscher Sozialwissenschaftler
- Berger, Horst H. (* 1933), deutscher Elektroingenieur
- Berger, Howard (* 1964), US-amerikanischer Maskenbildner
- Berger, Hubert (1889–1948), deutscher römisch-katholischer Priester und NS-Opfer
- Berger, Hugo (1897–1990), deutscher Richter am Bundesarbeitsgericht und des Bundesverfassungsgerichts
- Berger, Hugo Fritz (1887–1971), deutscher Verwaltungsjurist und Ministerialbeamter

##### Berger, I
- Berger, Ida (1910–1987), französische Soziologin deutscher Abstammung, aktive NS-Gegnerin an der Goethe-Universität in Frankfurt am Main
- Berger, Ignaz Johann (1822–1901), mährischer Maler
- Berger, Isaac (1936–2022), US-amerikanischer Gewichtheber
- Berger, Ita Maria (* 1977), deutsche Sozialpädagogin und Übersetzerin

##### Berger, J
- Berger, Jacob (* 1963), britisch-schweizerischer FilmemacherJacob Berger (* 1963)

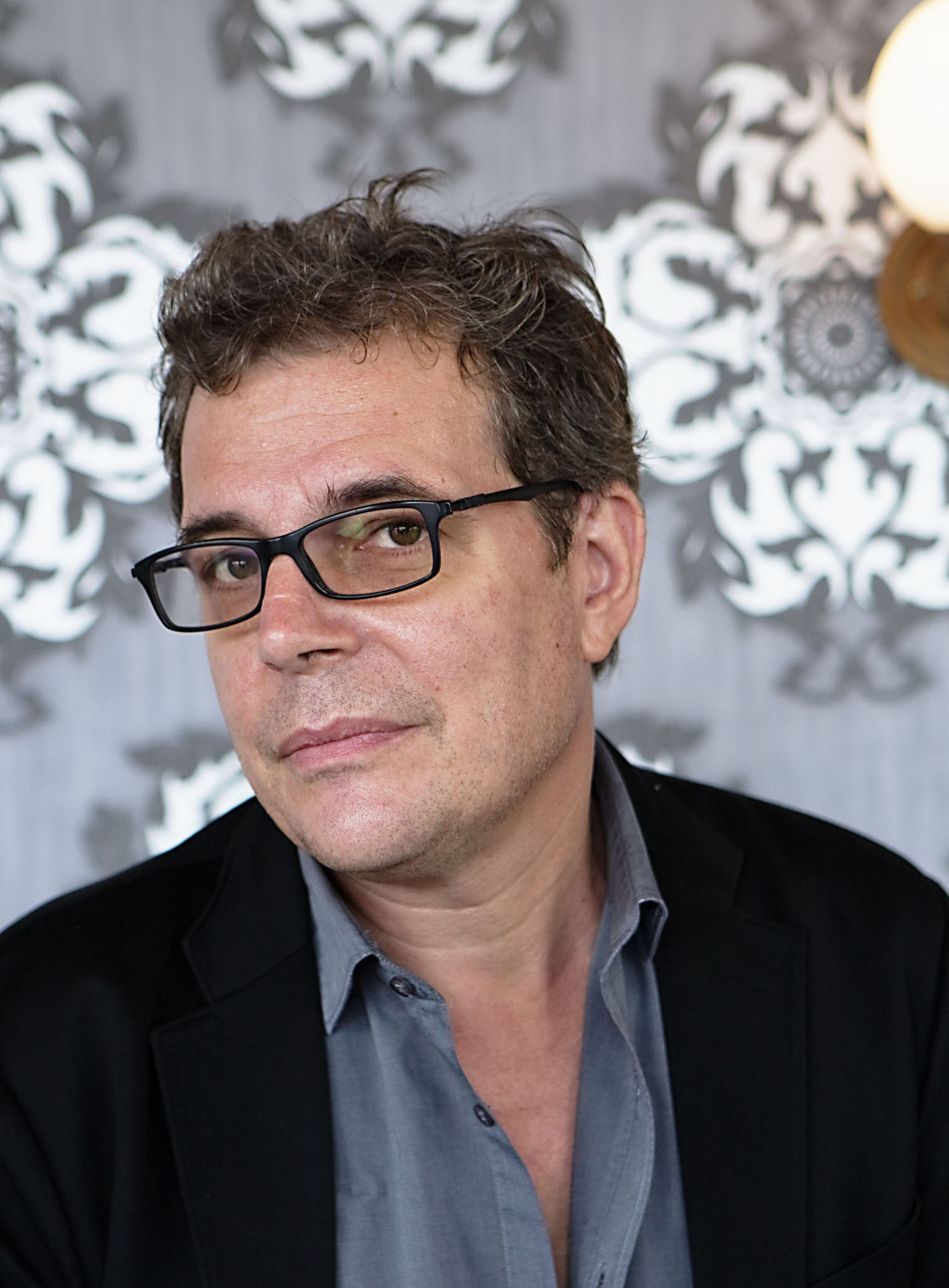
Jacob Berger (* 1963)

- Berger, James O. (* 1950), US-amerikanischer mathematischer Statistiker
- Berger, Jan (* 1970), deutscher Drehbuchautor
- Berger, Jan junior (* 1976), tschechisch-schweizerischer Fußballspieler
- Berger, Jan senior (* 1955), tschechischer Fußballspieler und Fußballtrainer
- Berger, Janine (* 1996), deutsche Kunstturnerin
- Berger, Jay (* 1966), US-amerikanischer Tennisspieler
- Berger, Jean (1909–2002), deutschamerikanischer Pianist, Komponist, Musikwissenschaftler und Musikerzieher
- Berger, Jean-Pierre (1929–2018), Schweizer Politiker (SVP)
- Berger, Jens (* 1972), Journalist und Blogger
- Berger, Joachim (* 1949), deutscher Schriftsteller
- Berger, Jochen (1946–2010), deutscher Rallye-Kopilot
- Berger, Joe (1939–1991), österreichischer Schriftsteller
- Berger, Joe (* 1982), österreichischer Kameramann
- Berger, Joel (* 1937), württembergischer Landesrabbiner, Dozent an der Universität TübingenJoel Berger (* 1937)

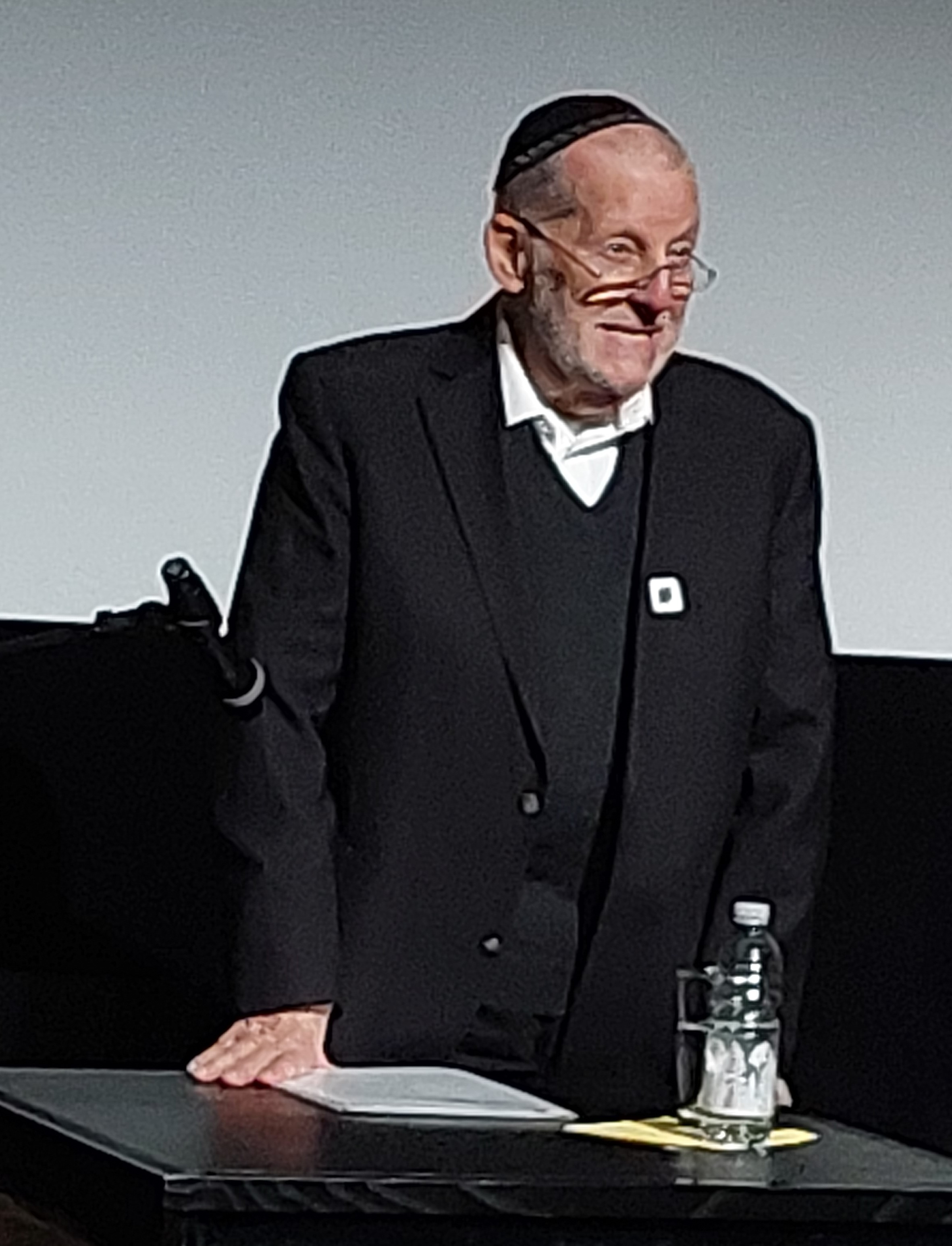
Joel Berger (* 1937)

- Berger, Johan Hartvig Ernst von (1757–1809), dänischer Marineoffizier
- Berger, Johann, deutscher Glockengießer in Weimar
- Berger, Johann (1845–1933), österreichischer Schachspieler und -theoretiker
- Berger, Johann (1869–1941), österreichischer Politiker (CSP), Abgeordneter zum Nationalrat
- Berger, Johann (1881–1970), deutscher Gewerkschafter, Kommunalpolitiker (KPD) und Opfer des Nationalsozialismus
- Berger, Johann (* 1951), deutscher General der Bundeswehr
- Berger, Johann (* 1999), deutscher Fußballspieler
- Berger, Johann August von (1702–1770), deutscher Jurist
- Berger, Johann Baptist (1806–1888), Theologe und Dichter
- Berger, Johann Casimir Josef (1770–1846), deutscher Stadtschultheiß und Landtagsabgeordneter
- Berger, Johann Christian (1724–1789), Hochschullehrer, Professor für Medizin, Chirurgie und Hebammenkunst
- Berger, Johann Erich von (1772–1833), dänischer Philosoph
- Berger, Johann Georg (1739–1810), österreichischer Tuchhändler und Textilfabrikant
- Berger, Johann Gottfried Immanuel (1773–1803), deutscher evangelischer Theologe
- Berger, Johann Gottfried von (1659–1736), deutscher Mediziner
- Berger, Johann Heinrich von (1657–1732), deutscher Jurist
- Berger, Johann Just von (1723–1791), deutsch-dänischer Arzt
- Berger, Johann Nepomuk (1781–1847), österreichisch-deutscher Gynäkologe und Hygieniker
- Berger, Johann Nepomuk (1816–1870), österreichischer Rechtsanwalt, Autor und Politiker, Landtagsabgeordneter
- Berger, Johann Samuel von (1756–1838), Hannoverscher Generalmajor
- Berger, Johann Wilhelm von (1672–1751), deutscher Philosoph und Rhetoriker
- Berger, Johannes († 1481), deutscher Geistlicher und Augustiner
- Berger, Johannes (* 1939), deutscher Soziologe
- Berger, Johannes Otto (1893–1974), deutscher Architekt
- Berger, John (1909–2002), schwedischer Skilangläufer
- Berger, John (1926–2017), britischer Maler, Schriftsteller und KunstkritikerJohn Berger (1926–2017)

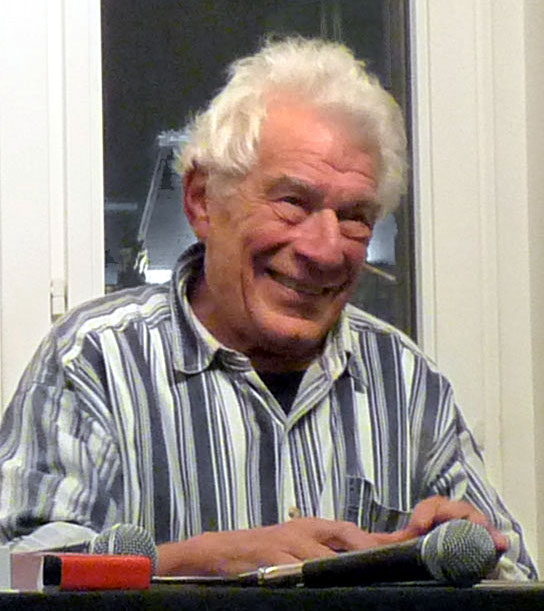
John Berger (1926–2017)

- Berger, Jonathan (* 1954), US-amerikanischer Komponist und Musikpädagoge
- Berger, Jörg (1944–2010), deutscher Fußballspieler und -trainer
- Berger, Jörg (* 1970), deutscher Psychologe und Psychotherapeut
- Berger, Josef (1876–1956), deutscher Schauspieler und Regisseur bei Bühne und Film
- Berger, Josef (1891–1947), österreichischer Buchhändler
- Berger, Josef (1898–1989), österreichischer Architekt und Designer
- Berger, Josef (1902–1969), Schweizer Theatergründer, Regisseur und Schauspieler
- Berger, Josef (1902–1983), österreichischer Komponist, Vater von Senta Berger
- Berger, Josef (1921–1997), deutscher Radrennfahrer
- Berger, Joseph (1904–1978), kommunistischer Politiker in Palästina, später Politikwissenschaftler in Israel
- Berger, Jules (* 2002), deutscher Taekwondoin
- Berger, Julius (1862–1943), jüdischer deutscher Bauunternehmer, NS-Opfer
- Berger, Julius (* 1954), deutscher Cellist
- Berger, Julius Victor (1850–1902), österreichischer MalerJulius Victor Berger (1850–1902)

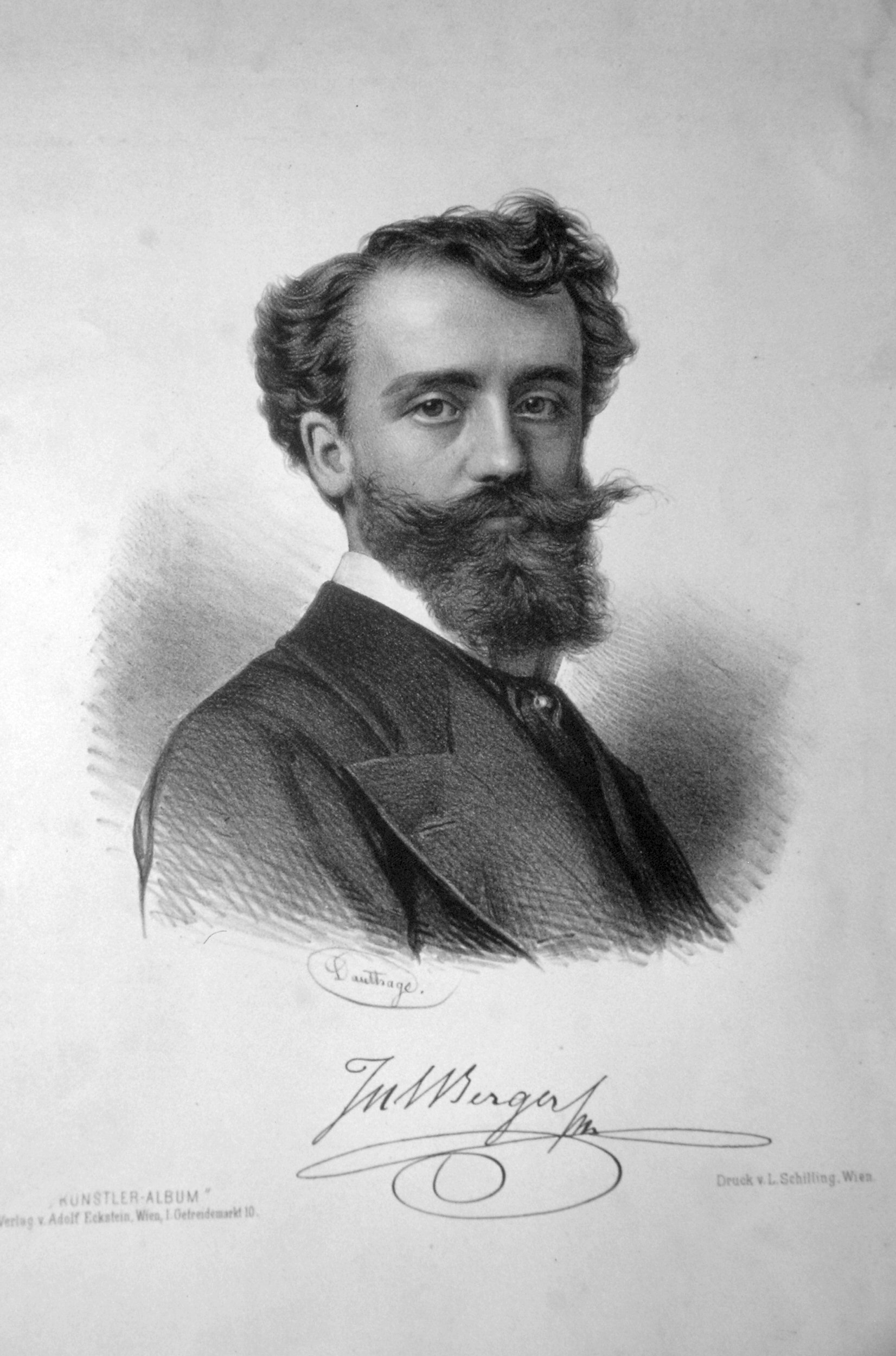
Julius Victor Berger (1850–1902)

##### Berger, K
- Berger, Kai (* 1971), deutscher Politiker der Alternative für Deutschland (AfD)
- Berger, Karin (* 1953), österreichische Dokumentarfilmerin, Wissenschaftlerin und Autorin
- Berger, Karin (* 1963), österreichische Politikerin (FPÖ), Landtagsabgeordnete
- Berger, Karin C. (* 1977), österreichische Filmproduzentin
- Berger, Karina (* 1968), Schweizer Schönheitskönigin, Model und Mitorganisatorin des Miss-Schweiz-Wettbewerbes
- Berger, Karine (* 1973), französische Politikerin, Mitglied der Nationalversammlung
- Berger, Karl (1858–1936), preußischer Generalleutnant
- Berger, Karl (1885–1952), deutscher Veterinär
- Berger, Karl (1898–1993), Schweizer Elektrotechniker
- Berger, Karl (1935–2023), deutscher Jazzmusiker
- Berger, Karl (* 1951), deutscher Fußballspieler
- Berger, Karl (* 1953), österreichischer Cartoonist, Comiczeichner und Grafiker
- Berger, Karl Heinz (1928–1994), deutscher Schriftsteller
- Berger, Kenny (* 1947), US-amerikanischer Jazz- und Studiomusiker (Holzblasinstrumente, Arrangement)
- Berger, Kilian (* 1990), österreichischer Musical-Darsteller und Schauspieler
- Berger, Klaus (1901–2000), deutscher Kunsthistoriker
- Berger, Klaus (1940–2020), deutscher TheologeKlaus Berger (1940–2020)

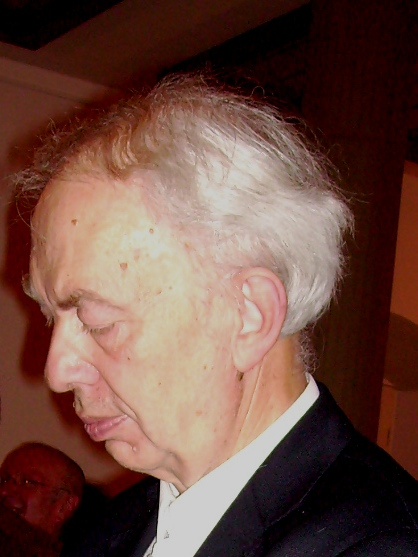
Klaus Berger (1940–2020)

- Berger, Klaus (* 1959), deutscher Fußballtorwart
- Berger, Klaus Peter (* 1961), deutscher Rechtswissenschaftler und Hochschullehrer
- Berger, Knut (* 1975), deutscher Schauspieler
- Berger, Konrad (* 1945), österreichischer Schriftsteller und Vertreter des Situationismus
- Berger, Kurt (* 1885), deutscher Amtshauptmann und Landrat

##### Berger, L
- Berger, Lara (* 2001), deutsche Volleyballspielerin
- Berger, Lars (* 1979), norwegischer Biathlet und Skilangläufer
- Berger, Laura (* 2002), deutsche Volleyballspielerin
- Berger, Lee (* 1965), US-amerikanischer Paläoanthropologe, Anthropologe und Archäologe
- Berger, Leif (* 1995), deutscher Jazzmusiker (Schlagzeug)
- Berger, Leo (1885–1983), Schweizer Bildhauer
- Berger, Leonhard (1908–1944), deutscher römisch-katholischer Geistlicher und Märtyrer
- Berger, Lieselotte (1920–1989), deutsche Politikerin (CDU)
- Berger, Lisa (* 1993), Schweizer Triathletin
- Berger, Lore (1921–1943), Schweizer Schriftstellerin
- Berger, Lothar (1900–1971), deutscher Generalmajor der Wehrmacht
- Berger, Lotte (1907–1990), deutsche Schauspielerin
- Berger, Louis Constanz (1829–1891), deutscher Industrieller und liberaler Politiker, MdRLouis Constanz Berger (1829–1891)

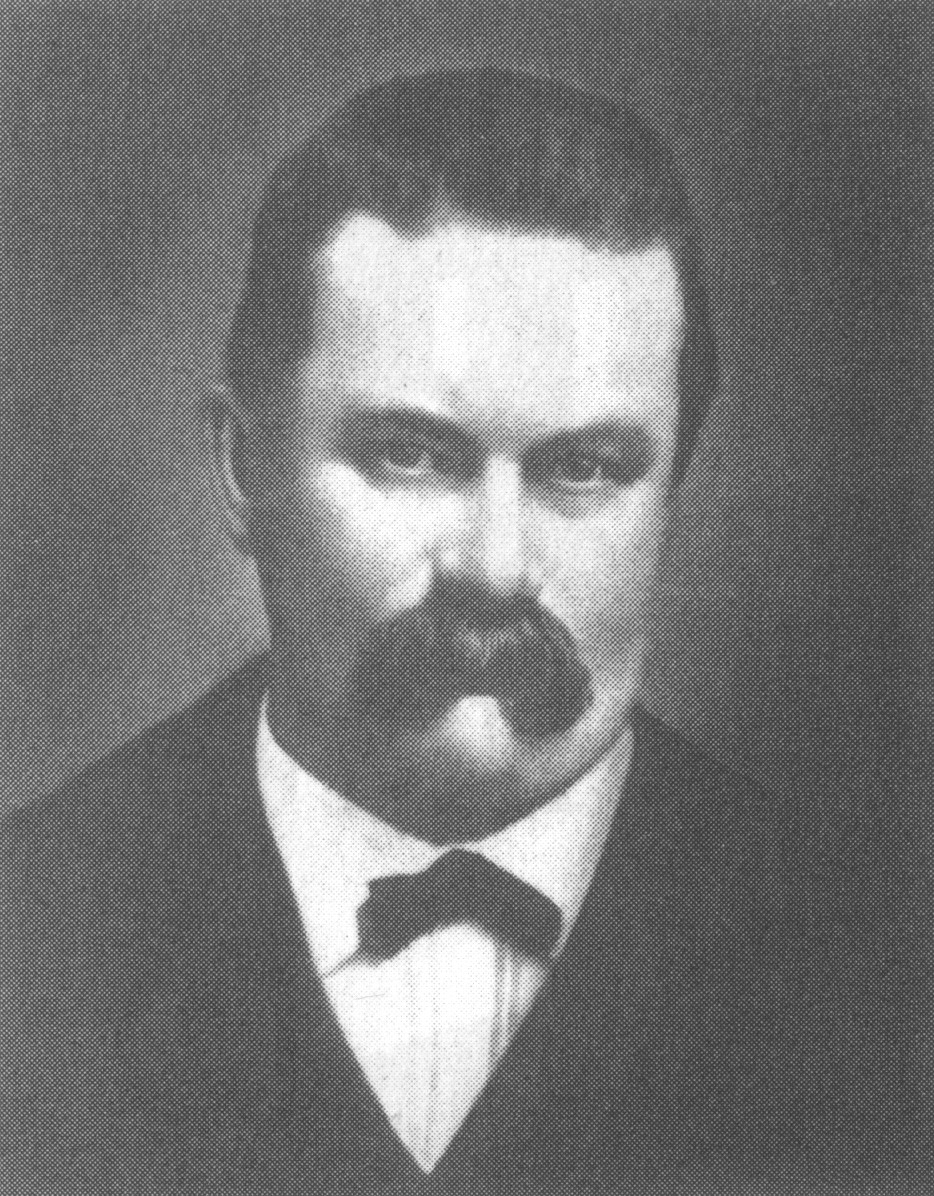
Louis Constanz Berger (1829–1891)

- Berger, Louis Frédéric (1793–1857), Schweizer evangelischer Geistlicher und Politiker
- Berger, Luc (* 1933), Schweizer Festkörperphysiker
- Berger, Luciana (* 1981), britische Politikerin
- Berger, Ludwig (1777–1839), deutscher Komponist, Pianist und Klavierpädagoge
- Bergér, Ludwig (1887–1972), deutscher Jurist und Politiker
- Berger, Ludwig (1892–1969), deutscher Regisseur und SchriftstellerLudwig Berger (1892–1969)

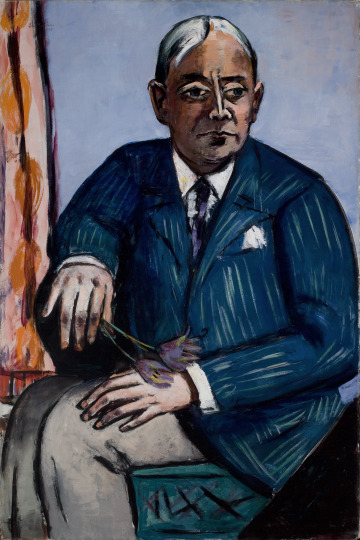
Ludwig Berger (1892–1969)

- Berger, Ludwig (1900–1971), deutscher Politiker (CSU), MdL
- Berger, Ludwig (1933–2017), Schweizer Prähistoriker sowie Provinzialrömischer Archäologe
- Berger, Ludwig Heinrich Georg von (1799–1858), Hannoverscher Generalleutnant und Kommandant von Hannover
- Berger, Lutz (* 1969), deutscher Islamwissenschaftler

##### Berger, M
- Berger, Maik (* 1984), deutscher Basketballtrainer und -spieler
- Berger, Manfred (1921–2009), deutscher Architekt, Denkmalpfleger, Hochschullehrer und Fachbuchautor
- Berger, Manfred (1942–2023), deutscher Schlagersänger
- Berger, Manfred (* 1944), deutscher Erziehungswissenschaftler
- Berger, Manfred (* 1967), österreichischer Fußballspieler
- Berger, Marc (* 1943), französischer Sprinter
- Berger, Marcel (1927–2016), französischer Mathematiker
- Berger, Marcella (* 1954), deutsche Schriftstellerin
- Berger, Marco (* 1977), argentinischer Regisseur und Drehbuchautor
- Berger, Margaret (* 1985), norwegische Popsängerin
- Berger, Margot (1911–1997), deutsche Filmschauspielerin
- Berger, Margot (1949–2012), deutsche Schriftstellerin
- Berger, Maria (* 1956), österreichische Politikerin (SPÖ), MdEPMaria Berger (* 1956)

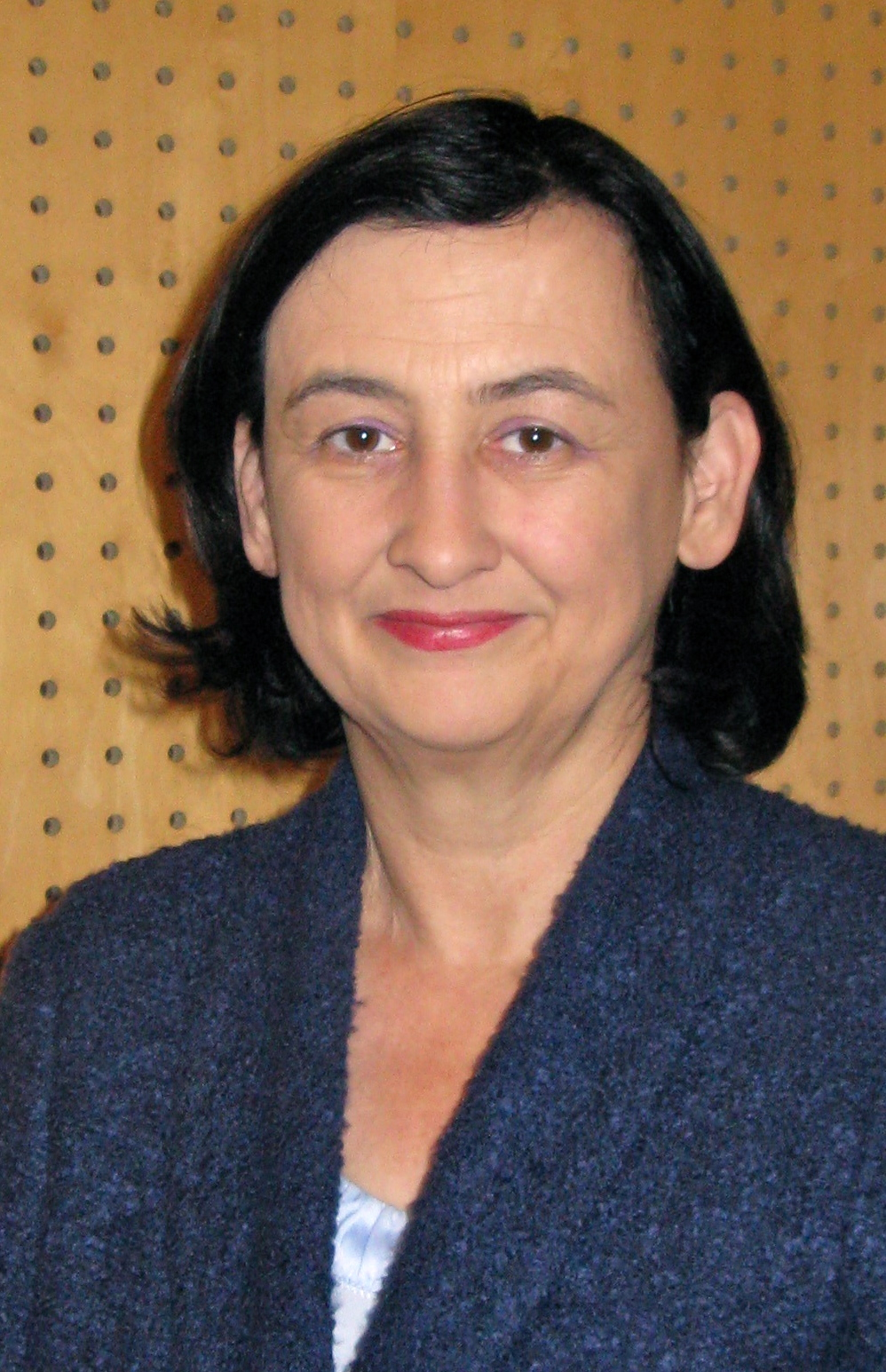
Maria Berger (* 1956)

- Berger, Mark (* 1943), US-amerikanischer Tonmeister
- Berger, Mark (* 1954), kanadischer Judoka
- Berger, Markus (1938–2016), deutscher Offizier und Politiker (CDU), MdB
- Berger, Markus (* 1974), deutscher Schriftsteller
- Berger, Markus (* 1985), österreichischer Fußballspieler
- Berger, Marlies, deutsche Tischtennisspielerin
- Berger, Marsha (* 1953), US-amerikanische Mathematikerin und Informatikerin
- Berger, Martin, deutscher Mediziner
- Berger, Martin (1871–1935), deutscher Filmregisseur, Drehbuchautor und Produzent
- Berger, Martin (1898–1978), deutscher Kapitän und Nautiklehrer
- Berger, Martin (* 1972), deutscher Hochschullehrer an der University of Stellenbosch
- Berger, Martin G. (* 1987), deutscher Theaterregisseur und Intendant
- Berger, Matthias (1825–1897), deutscher Architekt
- Berger, Matthias (* 1968), deutscher Politiker, Oberbürgermeister von GrimmaMatthias Berger (* 1968)

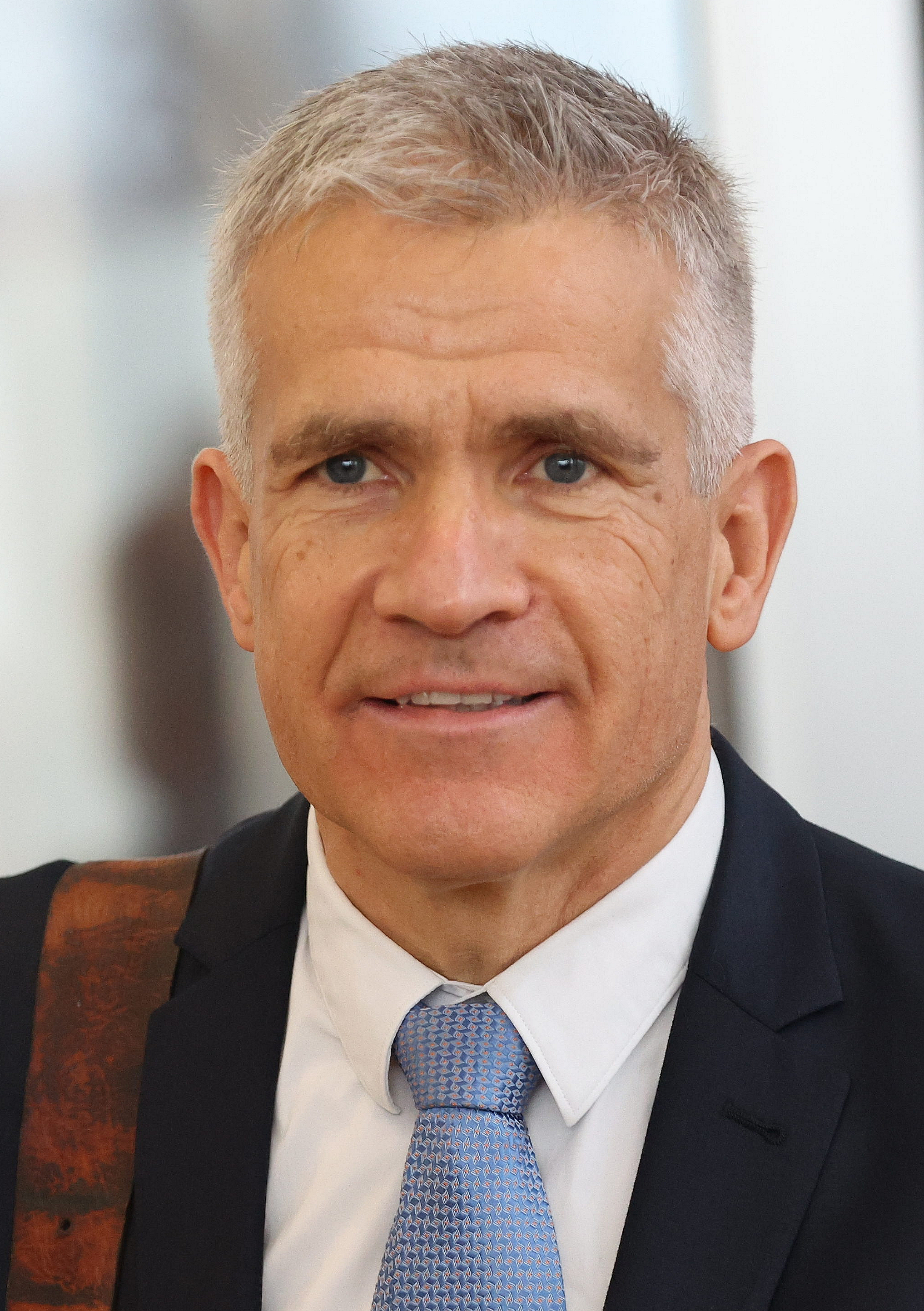
Matthias Berger (* 1968)

- Berger, Max (1893–1970), deutscher Jurist und Militäroberstaatsanwalt der Nationalen Volksarmee (NVA) der DDR (1956–1958)
- Berger, Max (* 1969), österreichischer Alpinist und Kletterer
- Berger, Melanie (* 1982), deutsche Politikerin (AfD)
- Berger, Michael (1944–2002), deutscher Internist und Hochschullehrer, Diabetologe
- Berger, Michael (* 1957), österreichischer Sportjournalist
- Berger, Michael (* 1964), deutscher Offizier und Militärhistoriker
- Berger, Michael (* 1966), deutscher bildender Künstler, Maler, Designer
- Berger, Michael (1969–2000), deutscher Neonazi und Polizistenmörder
- Berger, Michael (* 1990), österreichischer Fußballspieler
- Berger, Michel (1947–1992), französischer Sänger und Komponist
- Berger, Miguel (* 1961), deutscher Diplomat
- Berger, Mik (* 1958), deutscher Schriftsteller
- Berger, Mitch (* 1972), kanadischer American-Football-Spieler
- Berger, Mitchel S. (* 1953), US-amerikanischer Neurochirurg

##### Berger, N
- Berger, Nicole (1934–1967), französische Schauspielerin
- Berger, Nik (* 1974), österreichischer BeachvolleyballspielerNik Berger (* 1974)

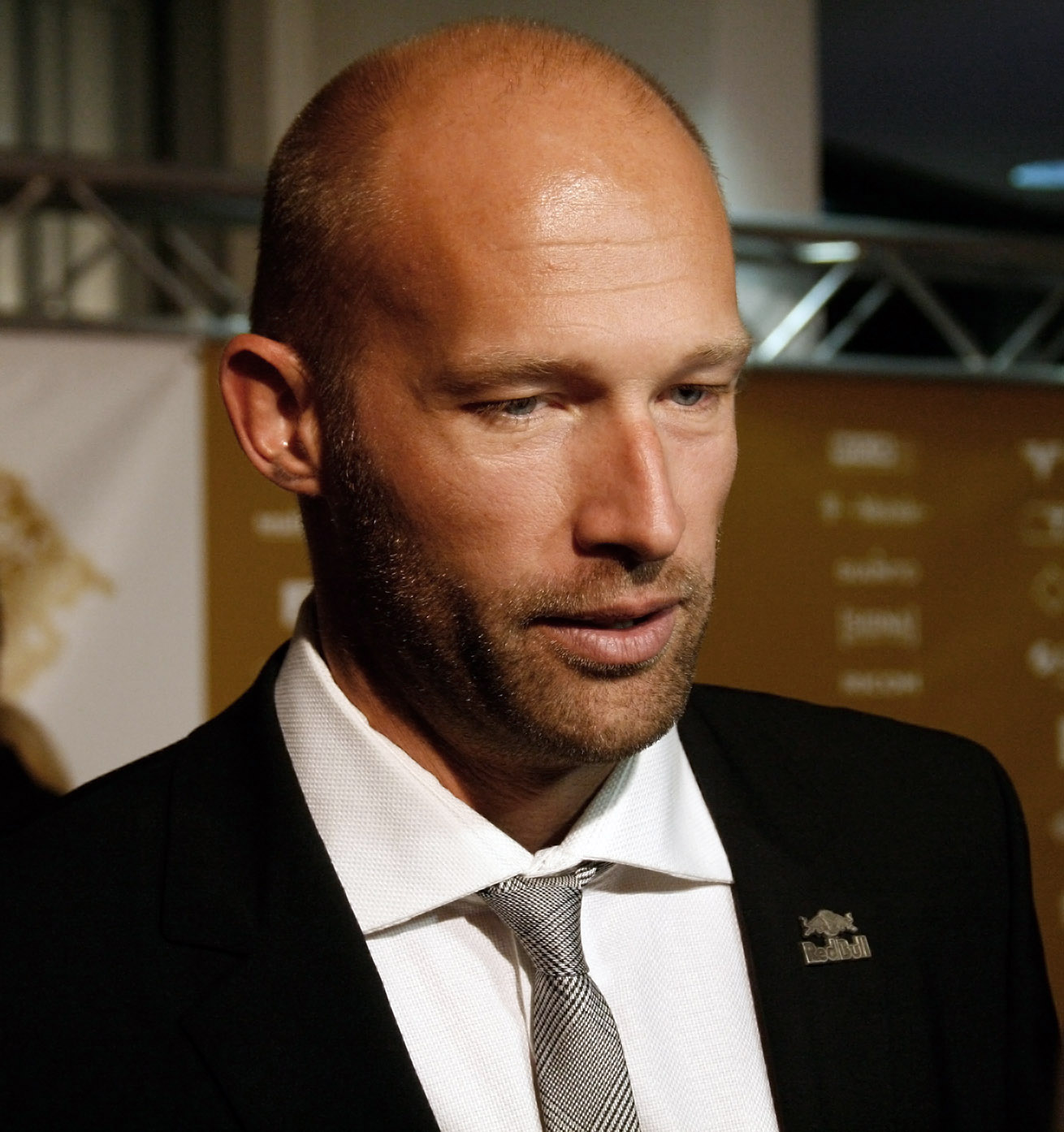
Nik Berger (* 1974)

- Berger, Nikolaus (* 1956), deutscher Jurist; Richter am Bundesgerichtshof
- Berger, Norbert (1913–1998), deutscher Diplomat
- Berger, Norbert (1945–2012), deutscher Schlagersänger („Cindy & Bert“)

##### Berger, O
- Berger, Ola (* 1979), norwegischer Skibergsteiger
- Berger, Olaf (* 1963), deutscher Schlagersänger und Moderator
- Berger, Olia (* 1980), kanadische Judoka
- Berger, Oskar (1844–1885), deutscher Mediziner
- Berger, Oskar (1862–1934), deutscher Turnlehrer und Funktionär
- Berger, Otakar (1873–1897), tschechischer Cellist
- Berger, Otti (* 1898), Textilkünstlerin und Weberin
- Berger, Otto (1837–1910), preußischer Generalleutnant
- Berger, Otto (1900–1985), deutscher Zahnarzt, Gerechter unter den Völkern
- Berger, Otto (1911–1993), deutscher Kürschner
- Berger, Otto von (1868–1923), sächsischer Generalmajor

##### Berger, P
- Berger, Pablo (* 1963), spanischer Drehbuchautor, Regisseur und Filmproduzent
- Berger, Pascal (* 1989), Schweizer Eishockeyspieler
- Berger, Patrick (* 1992), deutscher Sportjournalist
- Berger, Patrik (* 1973), tschechischer FußballspielerPatrik Berger (* 1973)

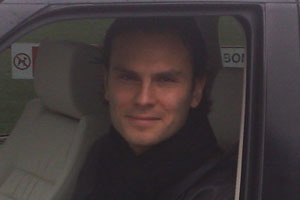
Patrik Berger (* 1973)

- Berger, Paul (1889–1949), deutscher Bildhauer
- Berger, Paul (1920–2004), Schweizer Obdachlosenpfarrer
- Berger, Paul-Friedrich (1890–1971), deutscher Politiker (SPD), MdL
- Berger, Peter (* 1949), deutscher Ruderer
- Berger, Peter (* 1959), deutscher Journalist und Autor
- Berger, Peter A. (1955–2018), deutscher Soziologe
- Berger, Peter E. (1944–2011), US-amerikanischer Filmeditor
- Berger, Peter L. (1929–2017), US-amerikanischer SoziologePeter L. Berger (1929–2017)

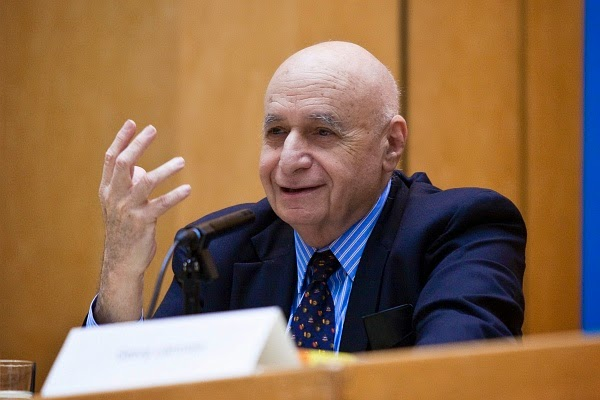
Peter L. Berger (1929–2017)

- Berger, Peter Ludwig (1896–1978), österreichischer, christlicher Partei- und Gewerkschaftsfunktionär
- Berger, Philippe (1846–1912), französischer Orientalist, Lehrer und Politiker
- Berger, Philippe-Henri (1883–1940), Schweizer Politiker (SP)

##### Berger, R
- Berger, Raimund (1917–1954), österreichischer Autor
- Berger, Rainer (* 1944), deutscher Sprinter
- Berger, Ralf (* 1961), deutscher Künstler
- Berger, Ralph (1904–1960), US-amerikanischer Artdirector und Szenenbildner
- Berger, Reinhart (1910–1994), deutscher Verwaltungsjurist, Oberkreisdirektor des Landkreises Uelzen
- Berger, Renate (* 1947), deutsche Kunsthistorikerin und Kuratorin
- Berger, Renate, Moderatorin
- Berger, René (1915–2009), Schweizer Kunsthistoriker und Schriftsteller
- Berger, Ricarda Bianca (* 1986), österreichische Politikerin (FPÖ), Landtagsabgeordnete, Abgeordnete zum Nationalrat
- Berger, Richard (1885–1938), österreichischer Ingenieur und Opfer der Pogromnacht
- Berger, Richard (1900–1948), deutscher Heimatforscher
- Berger, Richard (1923–1998), deutscher Maler, Holzschneider und Graphiker
- Berger, Robert (* 1934), US-amerikanischer Filmproduzent
- Berger, Robert (* 1996), kasachisch-deutscher Fußballspieler
- Berger, Robert Immanuel (1805–1884), evangelischer Pfarrer, Schriftsteller und Dichter von Kirchenliedern
- Berger, Robert W. (* 1933), deutscher Mathematiker
- Berger, Roland (* 1937), österreichischer Hornist
- Berger, Roland (* 1937), deutscher Unternehmer und UnternehmensberaterRoland Berger (* 1937)

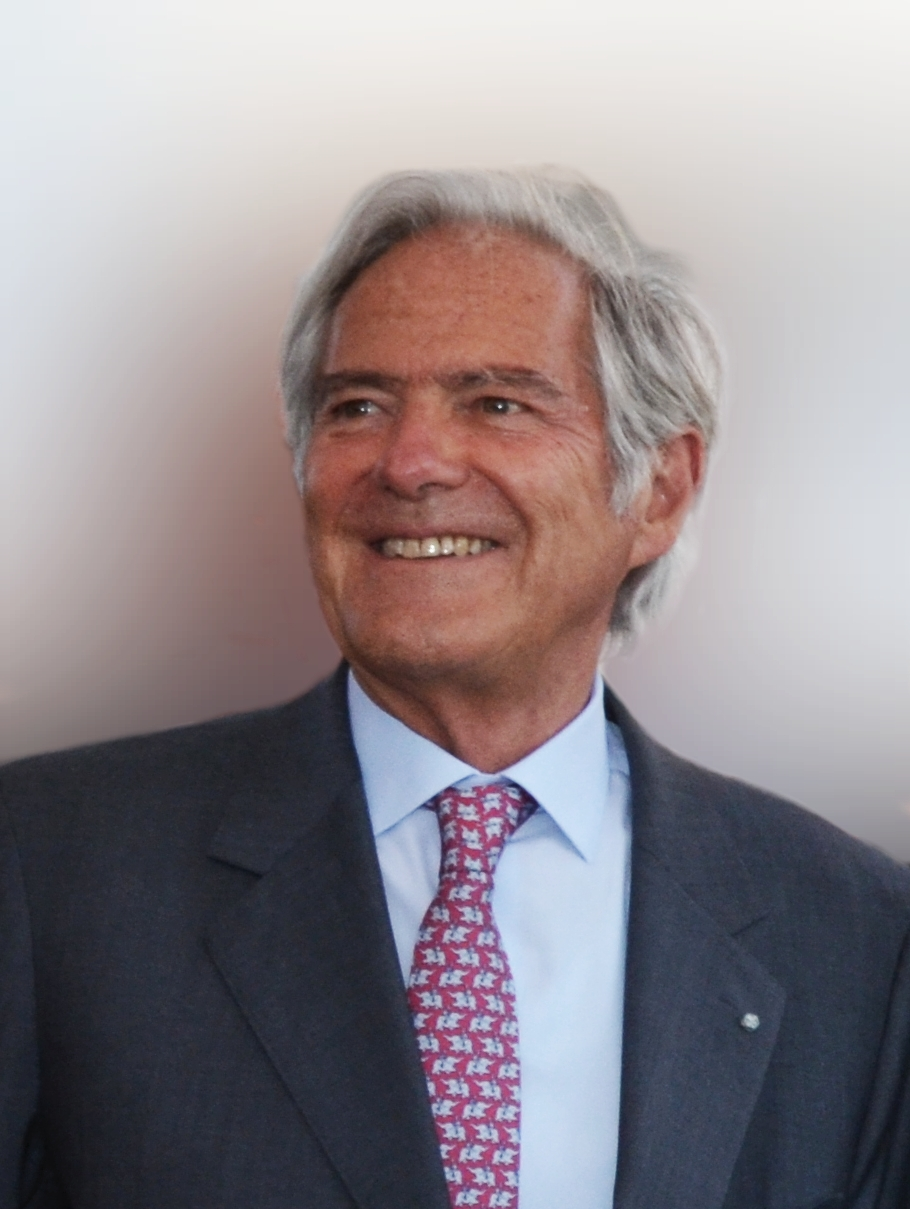
Roland Berger (* 1937)

- Berger, Rolf (1921–1978), deutscher Politiker (SED) und Gewerkschaftsfunktionär, Abgeordneter der Volkskammer der DDR
- Berger, Rolf (* 1927), deutscher Fußballspieler
- Berger, Rolf (* 1933), deutscher Jurist, Ministerialdirigent im Forschungsministerium, Präsident der Technischen Universität Berlin
- Berger, Rolf (1936–2009), deutscher Generalleutnant
- Berger, Roman (1930–2020), slowakischer Komponist, Musikpädagoge und -wissenschaftler
- Berger, Rudi (1951–2007), deutscher Tennisschiedsrichter und -funktionär
- Berger, Rudolf (1874–1915), deutscher Sänger (Bariton, Tenor)
- Berger, Rudolf (1926–2014), Schweizer Maler und Zeichner
- Berger, Rudolf (* 1954), österreichischer Jazzviolinist, Songwriter und Komponist
- Berger, Rudolf (* 1960), österreichisch-schweizerischer Theaterintendant und Kulturmanager
- Berger, Rudolf von (1848–1929), württembergischer Generalleutnant
- Berger, Rupert (1896–1958), deutscher Politiker (BVP/CSU), MdL
- Berger, Rupert (1926–2020), deutscher Liturgiewissenschaftler

##### Berger, S
- Berger, Sabine (* 1966), deutsche Fußballnationalspielerin
- Berger, Samuel (1884–1925), US-amerikanischer Schwergewichtsboxer
- Berger, Samuel D. (1911–1980), US-amerikanischer Diplomat
- Berger, Sandy (1945–2015), US-amerikanischer Rechtsanwalt, Manager und Nationaler Sicherheitsberater
- Berger, Sara (* 1978), deutsche Historikerin
- Berger, Sarah (* 1985), deutsche Schriftstellerin, Fotografin, Feministin rumänischer Herkunft
- Berger, Sascha (* 1976), deutscher Musiker
- Berger, Sebastian (* 1979), deutscher Wirtschaftswissenschaftler
- Berger, Senta (* 1941), österreichisch-deutsche Schauspielerin und FilmproduzentinSenta Berger (* 1941)

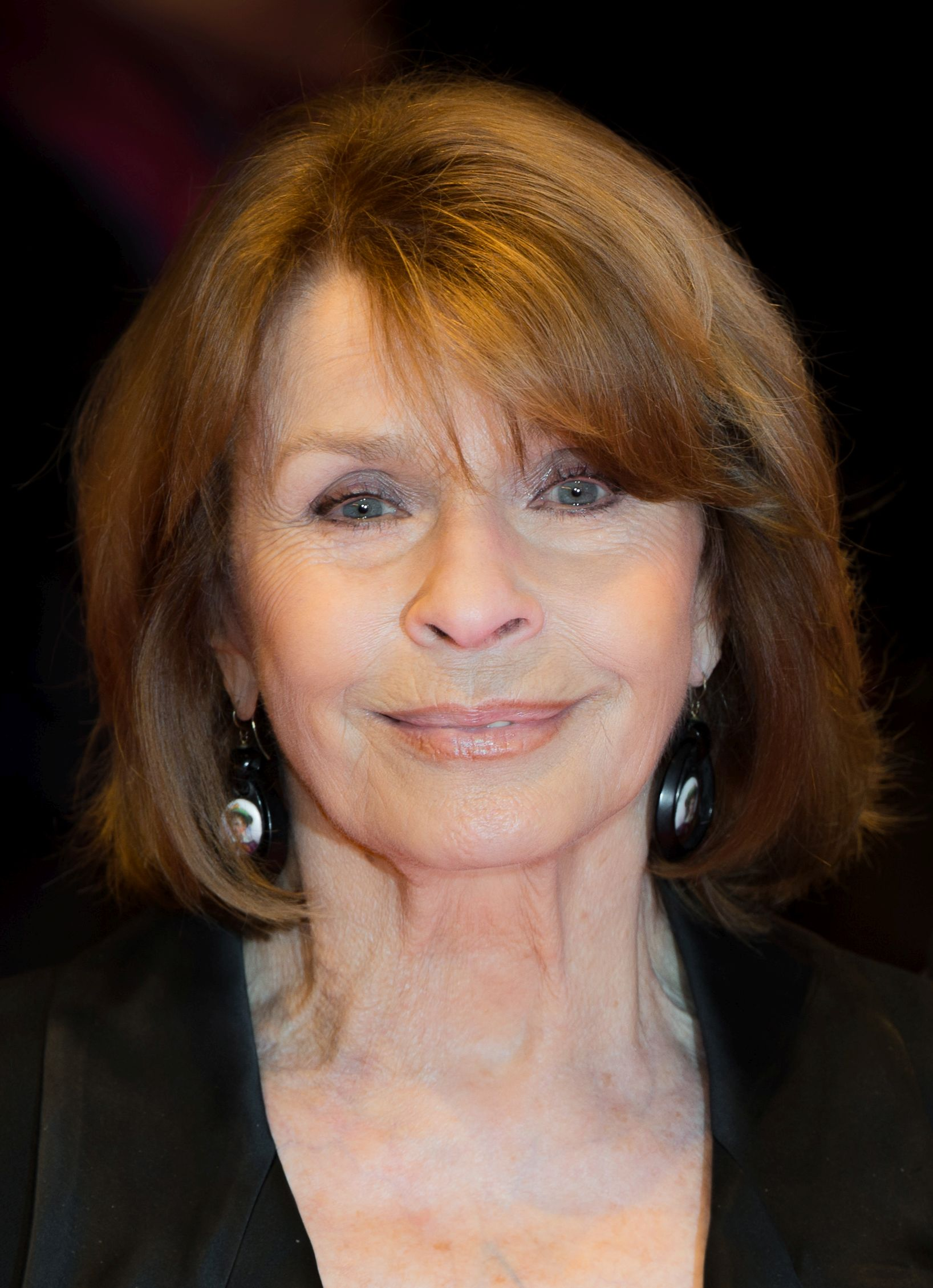
Senta Berger (* 1941)

- Berger, Sergio (* 1983), schweizerischer Snowboarder
- Berger, Shelley (* 1954), US-amerikanische Molekularbiologin
- Berger, Siegfried (1891–1946), deutscher Schriftsteller und Lokalpolitiker
- Berger, Siegfried (1918–2002), deutscher Streikführer beim Aufstand am 17. Juni 1953 in der DDR
- Berger, Silvia (* 1958), deutsche Autorin, Kirchenmalerin und Lehrerin
- Berger, Silvia (* 1980), österreichische Skirennläuferin
- Berger, Simon J. (* 1979), schwedischer Schauspieler
- Berger, Sofus (* 2003), dänischer Fußballspieler
- Berger, Stefan (1946–2023), deutscher Chemiker
- Berger, Stefan (* 1964), deutscher Neuzeithistoriker
- Berger, Stefan (* 1969), Schweizer Politiker (SP) und Unternehmer
- Berger, Stefan (* 1969), deutscher Handelslehrer und Politiker (CDU), MdL
- Berger, Stefan (* 1986), österreichischer Politiker (FPÖ), Landtagsabgeordneter
- Berger, Stéphanie (* 1977), Schweizer Schauspielerin, Fernsehmoderatorin, Sängerin und Komikerin
- Berger, Susi (1938–2019), Schweizer Grafikerin, Produktdesignerin und Kunsthandwerkerin
- Berger, Suska (* 1985), deutsche Basketballspielerin
- Berger, Sven (* 1988), Schweizer Eishockeyspieler

##### Berger, T
- Berger, Teresa (* 1956), deutsche Liturgiewissenschaftlerin
- Berger, Theo (1941–2003), deutscher Gewaltverbrecher
- Berger, Theodor (1683–1773), deutscher Jurist, Historiker und Gymnasialprofessor
- Berger, Theodor (1875–1956), österreichischer Politiker, Landtagsabgeordneter, Mitglied des Bundesrates
- Berger, Theodor (1905–1992), österreichischer Komponist
- Berger, Thomas (1924–2014), US-amerikanischer Schriftsteller
- Berger, Thomas (* 1952), deutscher Autor und Theologe
- Berger, Thomas (* 1959), deutscher Regisseur und Drehbuchautor
- Berger, Thomas (* 1964), österreichischer Neurologe
- Berger, Thomas (* 1969), Schweizer Unihockeytrainer
- Berger, Thomas (* 1971), deutscher Badmintonspieler
- Berger, Thomas (* 1971), deutscher Polizeibeamter, Präsident des Präsidiums Technik, Logistik, Service der Polizei Baden-WürttembergThomas Berger (* 1971)

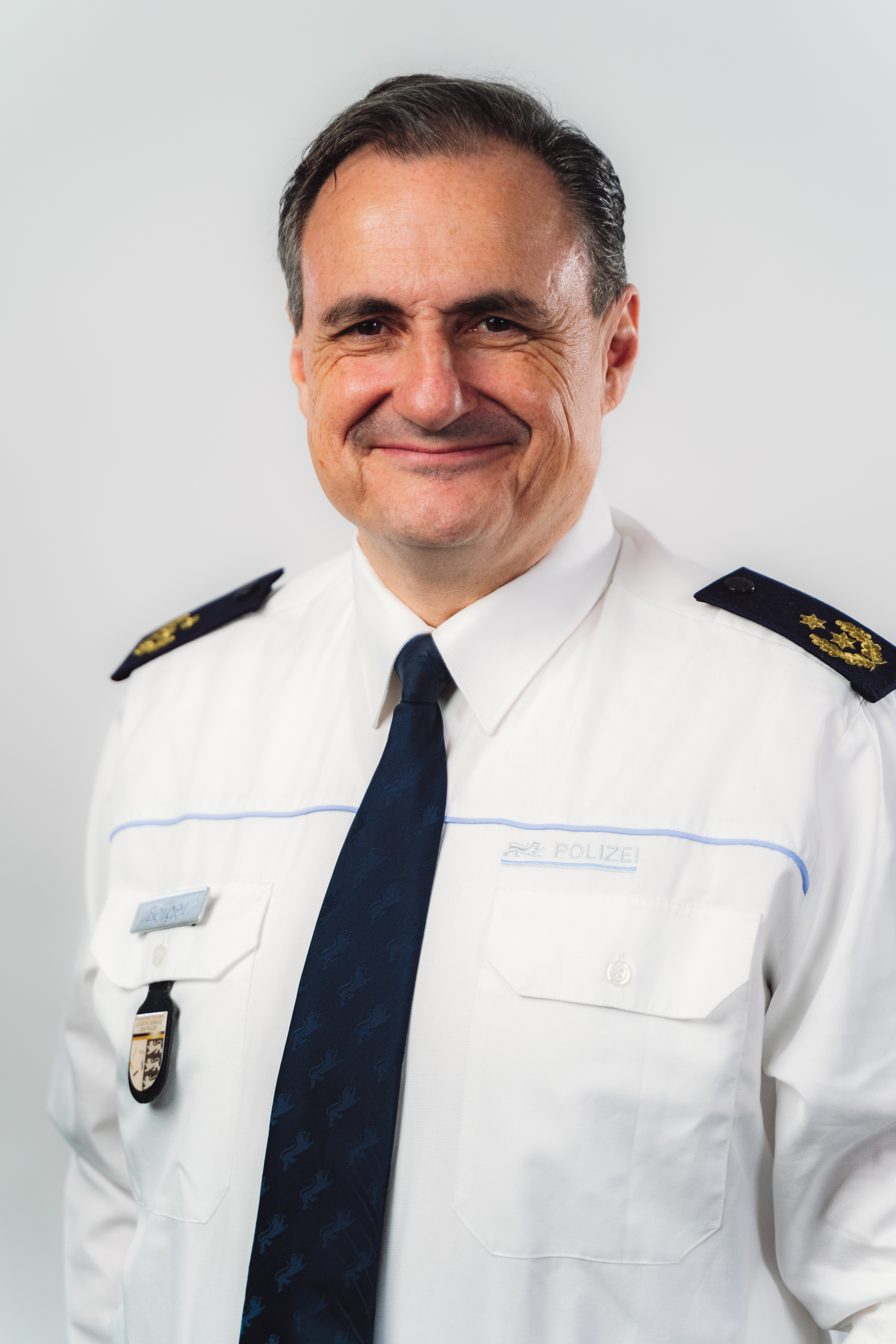
Thomas Berger (* 1971)

- Berger, Tilman (* 1956), deutscher Slawist
- Berger, Tim (* 2004), österreichischer Volleyball- und Beachvolleyballspieler
- Berger, Timo (* 1974), deutscher Autor
- Berger, Tina (* 1981), österreichische Politikerin (FPÖ)
- Berger, Tobias (* 2001), österreichischer Fußballspieler
- Berger, Toby (1940–2022), US-amerikanischer Informationstheoretiker
- Berger, Tom (* 2001), deutscher Fußballspieler
- Berger, Tomáš (* 1985), tschechischer Fußballspieler
- Berger, Toni (1921–2005), bayerischer Volksschauspieler und Charakterdarsteller
- Berger, Tora (* 1981), norwegische BiathletinTora Berger (* 1981)

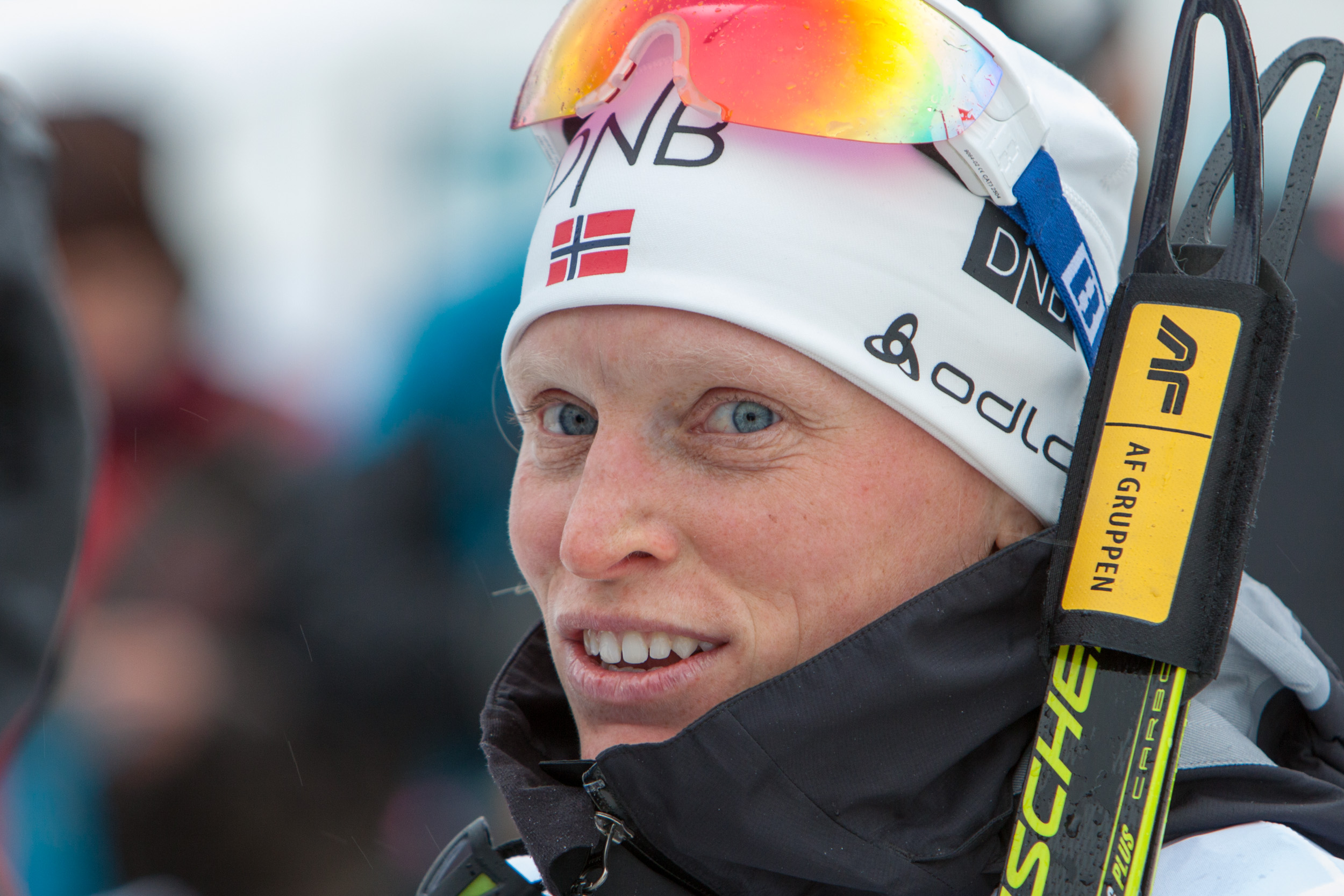
Tora Berger (* 1981)

- Berger, Tore (* 1944), norwegischer Kanute
- Berger, Traugott Benjamin (1754–1810), deutscher Schriftsteller und Jurist
- Berger, Tristan (* 1959), deutscher Dramaturg, Regisseur, Theaterpädagoge, Autor und Journalist

##### Berger, U
- Berger, Ueli (1937–2008), Schweizer Künstler, Produktdesigner, Innenarchitekt und Hochschullehrer
- Berger, Ulrich (1921–2003), deutscher Politiker (CDU), MdL, MdB und Gewerkschafter
- Berger, Ulrich (* 1970), deutscher Kommunalpolitiker (CDU) und Bürgermeister der Stadt Salzkotten
- Berger, Ulrich (* 1970), österreichischer Wirtschaftswissenschaftler
- Berger, Ulrike (* 1979), deutsche Politikerin (Bündnis 90/Die Grünen), MdL
- Berger, Urs (* 1951), Schweizer Versicherungsmanager und ehemaliger Handballspieler
- Berger, Ursel (* 1947), deutsche Kunsthistorikerin und Museumsleiterin
- Berger, Ursula (* 1950), Schweizer Tänzerin, Tanzpädagogin und Choreografin
- Berger, Uta (* 1962), deutsche Forstwissenschaftlerin
- Berger, Uwe (1928–2014), deutscher Schriftsteller

##### Berger, V
- Berger, Valentin von (1739–1813), kurhannoverscher Offizier und dänischer Generalleutnant
- Berger, Victor L. (1860–1929), US-amerikanischer Politiker und Gründungsmitglied der Sozialistischen Partei Amerikas
- Berger, Viktorin (1855–1914), salzburgischer römisch-katholischer Geistlicher und Kirchenmusiker
- Berger, Vinzenz (1883–1974), deutscher Pflanzenzüchter

##### Berger, W
- Berger, Walter (* 1905), deutscher Kapitän zur See der Bundesmarine
- Berger, Walter (1919–1976), österreichischer Geologe und Paläontologe
- Berger, Walter (* 1963), österreichischer Onkologe
- Berger, Werner (1901–1964), deutscher SS-Oberscharführer und Angehöriger des Kommandos 99 im KZ BuchenwaldWerner Berger (1901–1964)

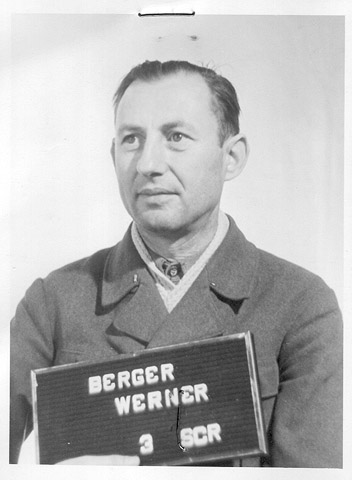
Werner Berger (1901–1964)

- Berger, Werner (1932–2021), deutscher Chemiker (Makromolekulare Chemie, Organische Chemie)
- Berger, Wilhelm (1790–1858), deutscher Architekt, preußischer Baubeamter
- Berger, Wilhelm (1861–1911), deutscher Komponist, Pianist und Dirigent
- Bergér, Wilhelm (1891–1975), deutscher evangelischer Geistlicher
- Berger, Wilhelm (1895–1938), deutscher HNO-Arzt, Hochschullehrer in Münster und Königsberg
- Berger, Wilhelm (* 1957), österreichischer Sozialwissenschaftler und Philosoph
- Berger, Wilhelm Georg (1929–1993), rumänischer Komponist und Musikwissenschaftler
- Berger, Wilhelm Richard (1935–1996), deutscher Germanist und Übersetzer
- Berger, Wilhelmine (1805–1837), deutsche Theaterschauspielerin
- Berger, William (1928–1993), österreichischer Schauspieler
- Berger, Willy (1888–1976), deutscher Museologe und Heimatforscher
- Berger, Winfried (1954–2010), deutscher Kirchenmusiker
- Berger, Winfried-Götz (* 1938), deutscher Apotheker und Sanitätsoffizier
- Berger, Wolf (* 1939), deutscher Tischtennisspieler
- Berger, Wolfgang (* 1897), deutscher Kriminalist
- Berger, Wolfgang (1921–1994), deutscher SED-Funktionär, persönlicher Referent Walter Ulbrichts
- Berger, Wolfgang (* 1941), deutscher Ökonom
- Berger, Wolfgang (* 1947), deutscher Maler, Grafiker und Autor
- Berger, Wolfgang (* 1971), niederbayerischer Liedermacher, Musikkabarettist, Humorist, Schauspieler, Moderator, Autor und Songwriter
- Berger, Wolfgang H. (1937–2017), US-amerikanischer Paläontologe, Geologe und Ozeanograf
- Berger, Wolfram (* 1945), österreichischer SchauspielerWolfram Berger (* 1945)

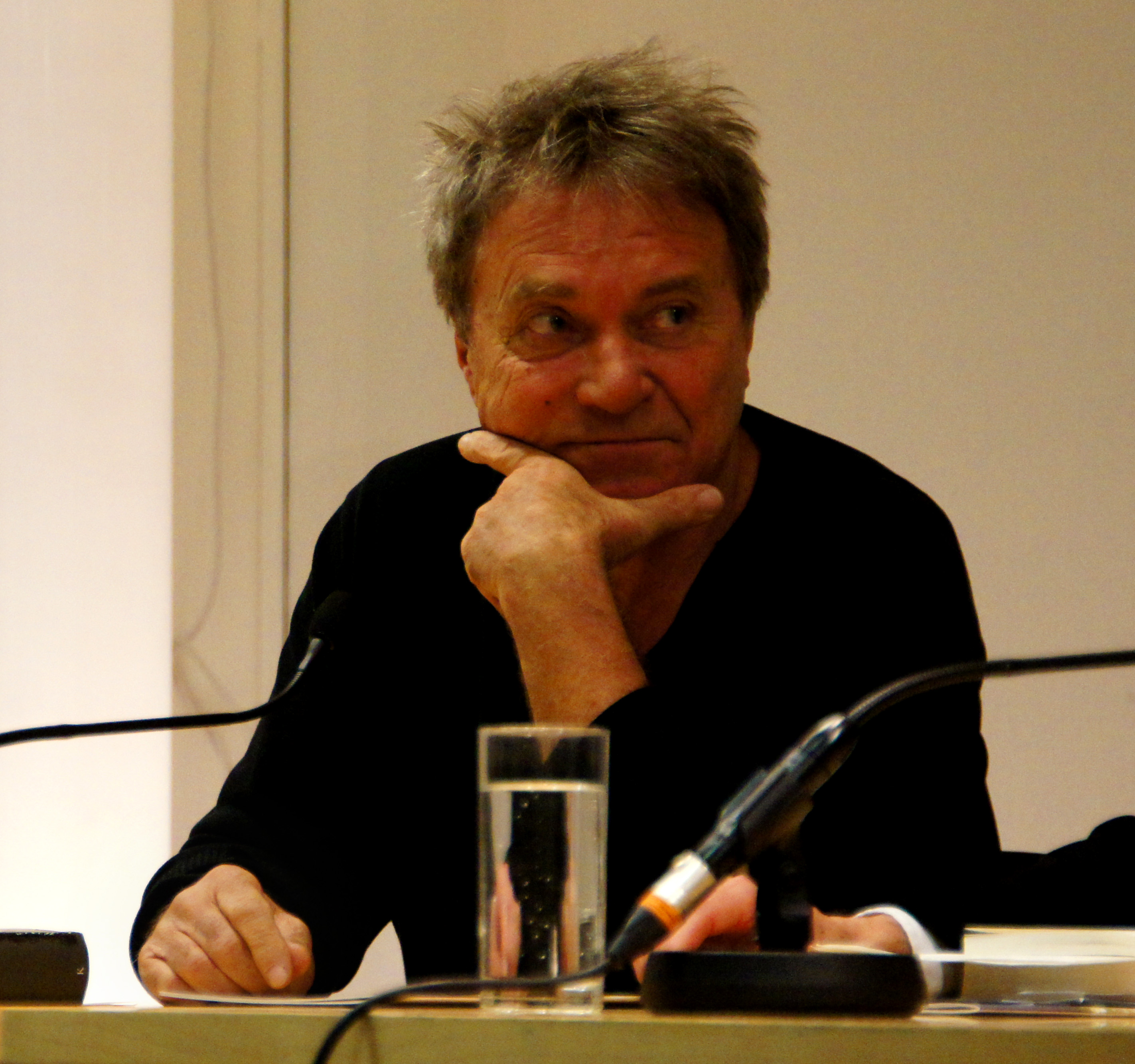
Wolfram Berger (* 1945)

##### Berger, Y
- Berger, Yves (1931–2004), französischer Schriftsteller

#### Berger-

##### Berger-B
- Berger-Bergner, Paul (1904–1978), deutscher Maler

##### Berger-F
- Berger-Fiedler, Róza (* 1940), Regisseurin und Produzentin

##### Berger-G
- Berger-Gorski, Bruno (* 1959), deutscher Regisseur
- Berger-Grabner, Doris (* 1978), österreichische Wirtschaftswissenschaftlerin und Politikerin (ÖVP), Mitglied des Bundesrates

##### Berger-H
- Berger-Heise, Margarete (1911–1981), deutsche Politikerin (SPD), MdA, MdB

##### Berger-K
- Berger-Krotsch, Nicole (* 1975), österreichische Politikerin (SPÖ), Landtagsabgeordnete und Gemeinderätin

##### Berger-L
- Berger-Levrault, Oscar (1826–1903), französischer Philatelist

##### Berger-T
- Berger-Tuna, Helmut (1942–2009), österreichischer Opern-, Operetten-, Lied- und Konzertsänger (Bass)

##### Berger-V
- Berger-Voesendorf, Alfred Victor (1901–1980), austroamerikanischer Ökonom
- Berger-Vogel, Pia (* 1969), Schweizer Rudersportlerin
- Berger-Volle, Mélanie (* 1921), österreichisch-französische Schneiderin, trotzkistische Widerstandskämpferin gegen den Austrofaschismus und Nationalsozialismus sowie Zeitzeugin

##### Berger-W
- Berger-Waldenegg, Egon (1880–1960), österreichischer Jurist, Politiker und Gutsbesitzer

#### Bergera
- Bergerac, Cyrano de (1619–1655), französischer SchriftstellerCyrano de Bergerac (1619–1655)

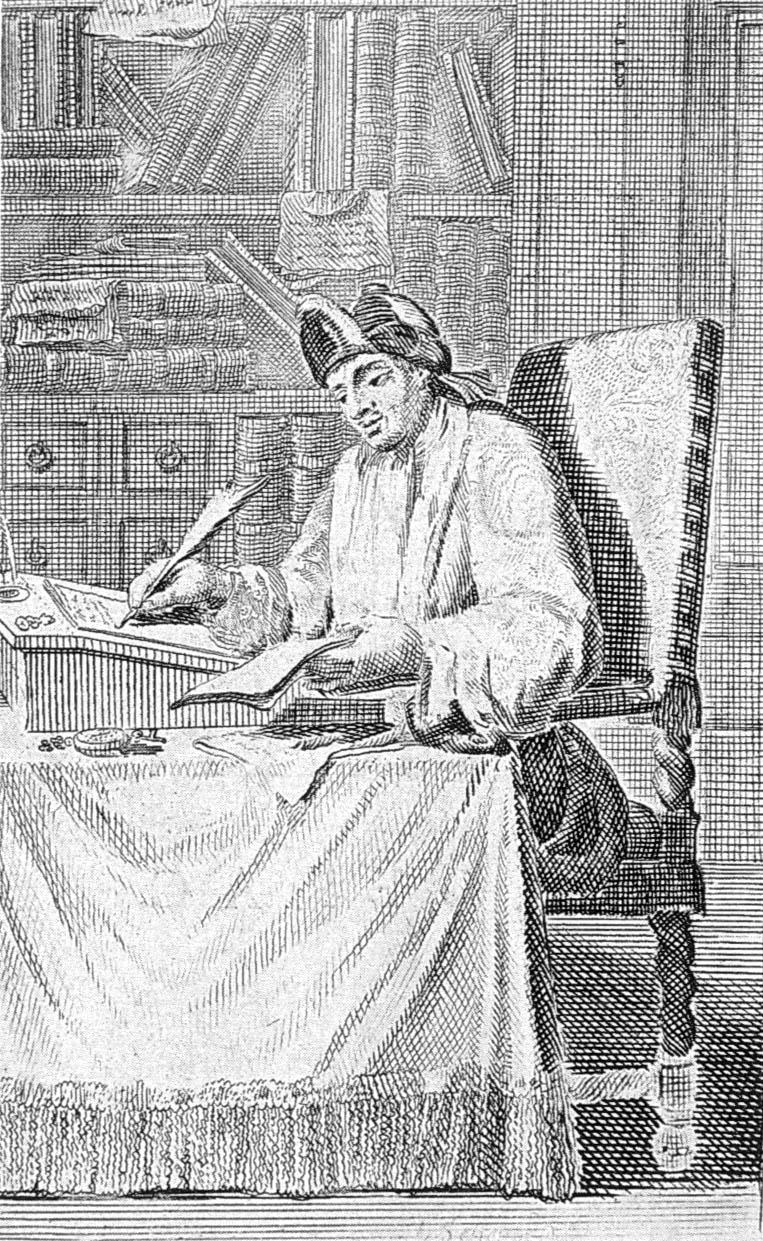
Cyrano de Bergerac (1619–1655)

- Bergerac, Jacques (1927–2014), französischer Schauspieler und Geschäftsmann
- Bergerat, Émile (1845–1923), französischer Journalist und Schriftsteller

#### Bergere
- Bergere, Lee (1918–2007), US-amerikanischer Schauspieler
- Bergère, Léo (* 1996), französischer Triathlet
- Bergeret, Claude (* 1954), französische Tischtennisspielerin
- Bergeret, Jean-Louis (1641–1694), französischer Jurist
- Bergeret, Pierre-Nolasque (1782–1863), französischer Genre- und Historienmaler sowie Lithograf

#### Bergerh
- Bergerhausen, Hans-Wolfgang (* 1956), deutscher Historiker
- Bergerhoff, Anja (* 1968), deutsche Fernsehmoderatorin
- Bergerhoff, Fritz (1896–1956), deutscher Politiker der NSDAP
- Bergerhoff, Wilfried (1936–2009), deutscher Politiker (SPD), MdL
- Bergerhoff-Wodopia, Bärbel (* 1954), deutsche Managerin in der KohlebrancheBärbel Bergerhoff-Wodopia (* 1954)

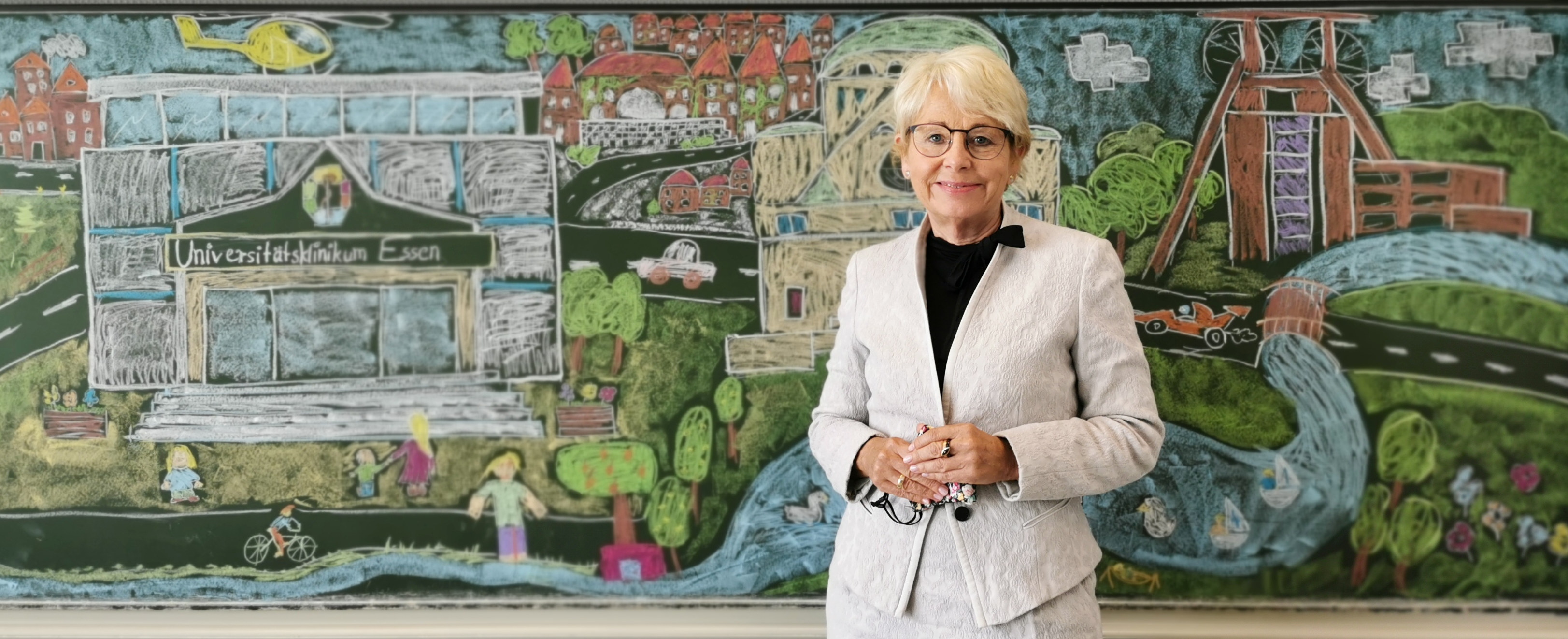
Bärbel Bergerhoff-Wodopia (* 1954)

#### Bergeri
- Bergerioux, Henri (1907–2002), französischer Radrennfahrer

#### Bergerm
- Bergermann, Dorothea (* 1978), deutsche Autorin
- Bergermann, Melanie (* 1980), deutsche Journalistin
- Bergermann, Rudolf (* 1941), deutscher Ingenieur und Tragwerksplaner
- Bergermann, Zoe (* 1994), kanadische Snowboarderin

#### Bergero
- Bergeron, Denis (* 1956), kanadischer Astronom
- Bergeron, Joëlle (* 1949), französische Politikerin, MdEP
- Bergeron, Louis (1811–1890), französischer Dramatiker
- Bergeron, Louis (1929–2014), französischer Historiker
- Bergeron, Marc-André (* 1980), kanadischer Eishockeyspieler und -funktionär
- Bergeron, Marian (1918–2002), US-amerikanische Schönheitskönigin, Miss America
- Bergeron, Martin (* 1968), kanadischer Eishockeyspieler
- Bergeron, Matthew (* 2000), kanadischer American-Football-Spieler
- Bergeron, Nicolas (1975–2024), französischer Mathematiker
- Bergeron, Patrice (* 1985), kanadischer Eishockeyspieler
- Bergeron, Paul-Jean (1890–1967), französischer Offizier, Generalleutnant
- Bergeron, Tom (* 1955), US-amerikanischer Moderator und Autor
- Bergeron, Tor (1891–1977), schwedischer Meteorologe
- Bergeron, Wayne (* 1958), US-amerikanischer Jazztrompeter
- Bergeroo, Philippe (* 1954), französischer Fußballtorwart und -trainer
- Bergerotti, Anna, italienische Opernsängerin
- Bergerowski, Wolfram (1936–2009), deutscher Politiker (FDP), MdL, MdB

#### Bergers
- Bergersen, Birger (1891–1977), norwegischer Anatom, Zoologe, Politiker (Arbeiterpartei), Minister und Diplomat
- Bergersen, Thomas (* 1980), norwegischer KomponistThomas Bergersen (* 1980)

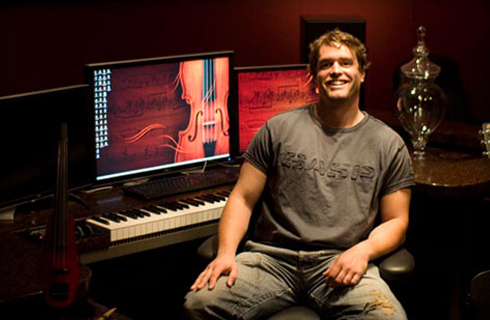
Thomas Bergersen (* 1980)

- Bergerson, Andrew Stuart (* 1966), US-amerikanischer Historiker
- Bergerson, Howard (1922–2011), US-amerikanischer Schriftsteller und Dichter

#### Bergeru
- Bergerud, Alfred L. (1899–1977), US-amerikanischer Rechtsanwalt und Politiker
- Bergerud, Per (* 1956), norwegischer Skispringer
- Bergerud, Torbjørn (* 1994), norwegischer Handballspieler

### Berges
- Bergès, Aristide (1833–1904), französischer Wasserbauingenieur und Unternehmer
- Berges, Consuelo (1899–1988), spanische Übersetzerin, Journalistin, Schriftstellerin und Biografin
- Berges, Dietrich (* 1957), deutscher Klassischer Archäologe
- Bergès, Émilien-Benoît (* 1983), französischer Radrennfahrer
- Berges, Friedel (1903–1969), deutscher Schwimmer
- Berges, Grete (1895–1957), deutsche Schriftstellerin, Übersetzerin und Literaturagentin
- Berges, Heinrich (1805–1852), deutscher Bildhauer
- Berges, Jan (* 1980), deutscher Zeitsoldat der Bundeswehr
- Berges, Laurenz (* 1966), deutscher Fotograf
- Berges, Markus (* 1966), deutscher Sänger, Songschreiber und AutorMarkus Berges (* 1966)

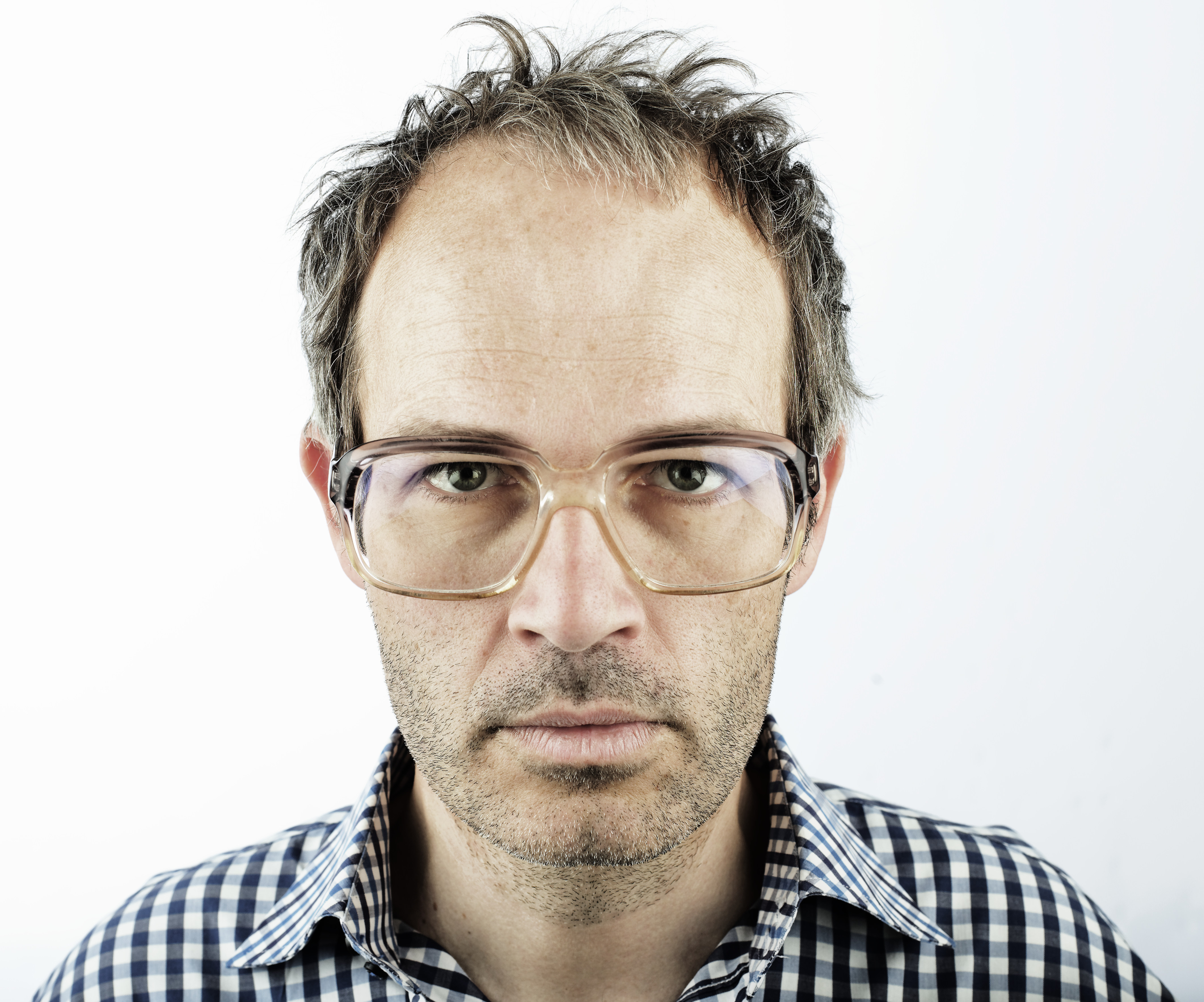
Markus Berges (* 1966)

- Berges, Martin (* 1966), deutscher politischer Beamter
- Berges, Max (1899–1973), deutscher Schauspieler, Hörspielsprecher, Dramaturg, Journalist und Schriftsteller
- Bergés, Pedro (1906–1978), kubanischer Fußballspieler
- Berges, Ulrich (* 1958), deutscher katholischer Alttestamentler
- Berges, Werner (1941–2017), deutscher Pop-Art-Künstler
- Berges, Wilhelm (1909–1978), deutscher Historiker
- Bergès-Frisbey, Àstrid (* 1986), spanisch-französische Schauspielerin und ModelÀstrid Bergès-Frisbey (* 1986)

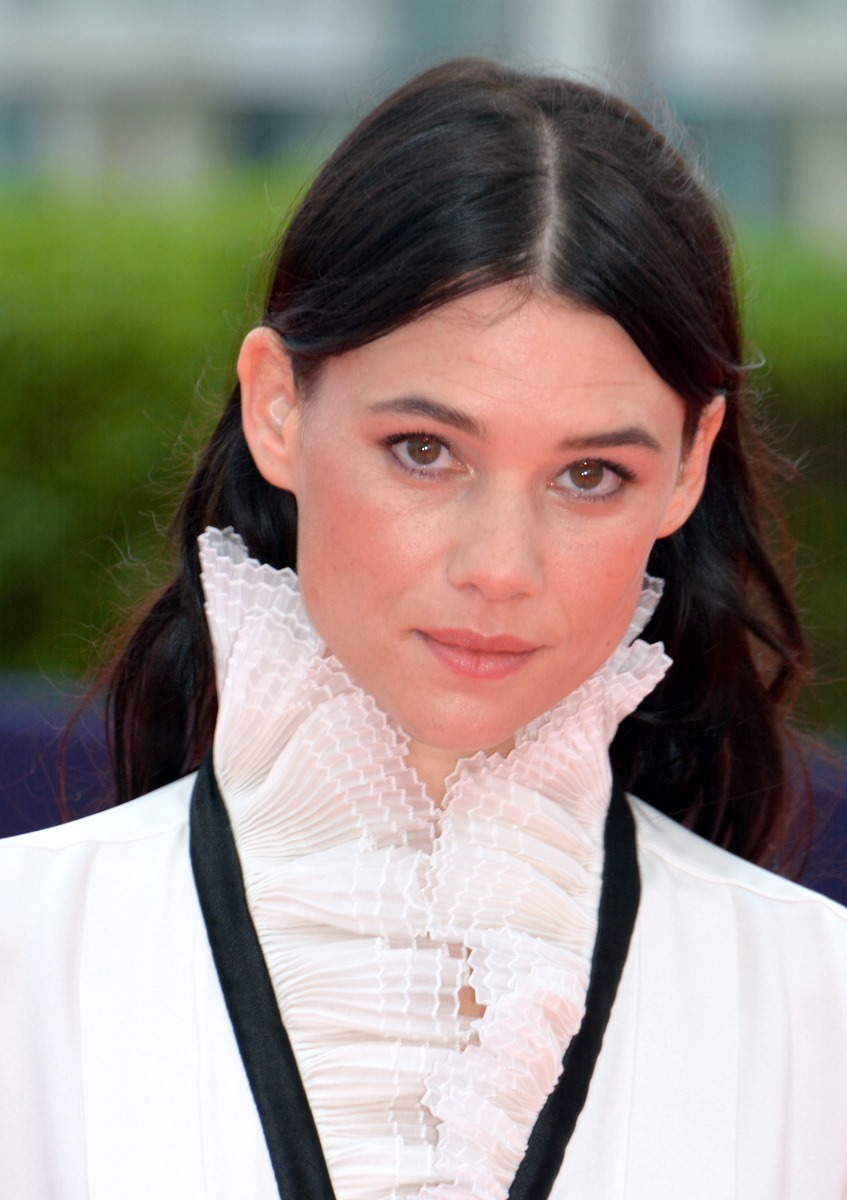
Àstrid Bergès-Frisbey (* 1986)

- Bergèse, Francis (* 1941), französischer Comiczeichner
- Bergese, João (1935–1996), italienischer Geistlicher, römisch-katholischer Erzbischof von Pouso Alegre
- Bergesen, Sigval der Jüngere (1893–1980), norwegischer Reeder und Werftbesitzer
- Bergeson, James (* 1961), US-amerikanischer Wasserballspieler
- Bergeson, Thomas W., US-amerikanischer Offizier, Generalleutnant der US Air Force
- Bergessio, Gonzalo (* 1984), argentinischer Fußballspieler

### Berget
- Berget, Grete (1954–2017), norwegische Politikerin
- Berget, Jo Inge (* 1990), norwegischer Fußballspieler

### Bergev
- Bergevi, Filip (* 1994), schwedischer Tennisspieler
- Bergevin, Édouard de (1861–1925), französischer Maler, Zeichner und Illustrator
- Bergevin, Marc (* 1965), kanadischer Eishockeyspieler und -funktionär

### Bergey
- Bergey, David Hendricks (1860–1937), amerikanischer Arzt und Bakteriologe